# A Winx Club epizódjainak listája
Az alábbi lista a Winx Club című olasz rajzfilmsorozat epizódjait tartalmazza.

## Első évad
| # | #  | Magyar cím angol cím/ olasz cím                                                                  | Eredeti vetítés   | Gyártási kód |
| --- | -- | ------------------------------------------------------------------------------------------------ | ----------------- | ------------ |
| 1 | 1  | „Váratlan esemény” “An Unexpected Event / It Feels Like Magic Una Fata a Gardenia”               | 2004. január 28.  | 101          |
| A 16 éves Bloom nagyon érdeklődik a tündérek iránt. Egy nap találkozik, egy tündérrel, Stellával, akit egy Knut nevű ogre üldöz. Bloomnak felfedezi, hogy ő is tündérerővel rendelkezik és megmenti Stellát a támadóitól. Bloom csatlakozik Stellához és elindul Magix világába, hogy az Alfea Tündériskolába tanuljon tovább. |    |                                                                                                  |                   |              |
| 2 | 2  | „Köszöntünk Magixban!” “Welcome to Magix! / More Than High School Benvenuti a Magix!”            | 2004. január 30.  | 102          |
| Bloom Varanda hercegnő néven beiratkozik az Alfeába. Varanda Stella barátnője, aki elutasította az iskolába nyert felvételt. Bloom megismerkedik az új tanárokkal és az igazgatónővel, Faragondával. Találkozik szobatársaival, Musával, Florával és Tecnával, akikkel Bloom és Stella összebarátkoznak, majd közösen körbenéznek Magixban. Ám három boszorkány, Icy, Darcy és Stromy az útjukba áll és elfogják Bloomot, akit a többi lány segít kiszabadítani. Amikor visszatérnek Magixba, Bloom felfedi valódi kilétét, de Faragonda igazgatónő megbocsát neki és megengedi, hogy az Alfeában maradjon. A lányok kitalálják új csapatnevüket: a Winx. |    |                                                                                                  |                   |              |
| 3 | 3  | „Alfea tündériskola” “Alfea College For Fairies / Save The First Dance L'Anello di Stella”       | 2004. február 2.  | 103          |
| Faragonda igazgatónő bejelenti, hogy az Alfea tanulói és a Vörös Forrás Varázslóképző diákjai közös ünnepséget fognak tartani az iskolakezdés örömére. Griffin igazgatónő felháborodik azon, hogy a Felhőtorony boszorkányait nem hívják meg, és bosszúból elküldi a Trixet, hogy rontsák el a bált. Icy, Darcy és Stromy az ajándéknak szánt elvarázsolt tojásokat fekete bűbájjal sújtják, ám a Winx megakadályozza a tervüket, Bloom pedig először alakul át tündérré. |    |                                                                                                  |                   |              |
| 4 | 4  | „A Feketeiszap-mocsár” “The Black-Mud Swamp / The Voice of Nature La Palude di Melmamora”        | 2004. február 4.  | 104          |
| Palladium professzor fel akarja mérni diákjai képességét, úgyhogy elküldi őket a Feketeiszap-mocsárhoz, ahonnan varázslat alkalmazása nélkül, a természet segítségével kell visszatalálniuk az iskolába. A Vörös Forrás specialistái eközben egy trollt szállítanak, de a Trix kilövi légi járművüket, a troll pedig kiszabadul. A Winx és a Specialisták összetalálkoznak a mocsárban, majd közösen folytatják a kiút keresését. Az elszabadult trollba is belefutnak és megmentik az általa zaklatott Alfea diákokat. Bár a Winx lányok utolsóként teljesítik a feladatot, Palladium megdicséri őket, amiért segítettek társaikon. |    |                                                                                                  |                   |              |
| 5 | 5  | „Ronda randi” “Date with Disaster / Date with Disaster Appuntamento al Buio”                     | 2004. február 6.  | 105          |
| Stella levelet kap Sky hercegtől, amelyben randira hívja az új Fekete Lagúna nevű étterembe. Solaria gyűrűjét Bloomra hagyja, mert úgy véli, nem lesz szüksége a mágiára. Másnap Stella furcsán viselkedik, feldúlja az egész hálószobát és Solaria gyűrűjét követeli, ám Bloom nem adja neki vissza. Stella eltűnik, a Winx pedig meglátogatja Skyt a Vörös Forrásban, ő azonban azt állítja, egész nap edzett és nem találkozott Stellával. A lányok felkeresik a Fekete Lagúnát, ahol Stella rájuk támad. Rájönnek, hogy az egészet a Trix tervelte ki, Darcy adta ki magát Stellának, az igazi barátnőjüket pedig foglyul ejtették. Bloom átadja a boszorkányoknak Solaria gyűrűjét, hogy megmentse Stellát. |    |                                                                                                  |                   |              |
| 6 | 6  | „Kaland a Felhőtoronyban” “Mission at Cloudtower / Secret Guardian Missione a Torrenuvola”       | 2004. február 9.  | 106          |
| A Winx vissza akarja szerezni a gyűrűt, így Bloom elkezd utánanézni az erejének és rátalál a Sárkány Tüzére. Eközben a Trix megpróbálja kiszabadítani a Sárkány Tüzét Solaria gyűrűjéből, de rá kell jönniük, hogy a varázsékszer azt nem tartalmazza. A Winx belopózik a Felhőtoronyba és visszaszerzik Stella gyűrűjét. Kifelé menet belebotlanak a Felhőtorony könyvtárába, ahol Bloom rábukkan egy könyvre, melyre rá van írva a neve. Ahogy kinyitja a könyvet, az rögtön értesíti Griffint a betolakodókról. Az igazgatónő szörnyeket küld a Winx lányokra, akik sikeresen megküzdenek velük, majd egy titokzatos hang hatására Bloom rálel a kijáratra. Az Alfeában Faragonda büntetéssel várja a lányokat: átmenetileg megfosztja őket varázserejüktől. |    |                                                                                                  |                   |              |
| 7 | 7  | „Barátok bajban” “Friends In Need / Grounded A che Servono gli Amici?”                           | 2004. február 11. | 107          |
| A Winxnek büntetésül ki kell takarítania az Alfeát, míg a többi tanuló egy koncertre megy. A lányok elhívják a Specialistákat, akik segítenek nekik a munkában. Közben a Trix belopózik az Alfeába, hogy megtalálják a Sárkány Tüzének valódi forrását. A boszorkányok elterelésképpen egy szörnyet küldenek a büntetésüket töltő Winxre, akik azonban mágia nélkül is túljárnak a varázslény eszén. A Trix küldetése kudarcot vall, de észrevétlenül hagyják el Alfeát. Másnap Faragonda jutalmul visszaadja a Winx lányoknak az erejüket, amiért mágia nélkül is sikerült legyőzniük a szörnyet. |    |                                                                                                  |                   |              |
| 8 | 8  | „Szétváló barátság” “A Friendship Sundered / The Day of the Rose La Festa della Rosa”            | 2004. február 13. | 108          |
| Magixban az anyják napjának megfelelő rózsafesztivált ünneplik, aminek alkalmából Flora, Tecna és az Alfea több diákja is hazalátogat. Bloom, Stella és Musa azonban az iskolában marad: Bloom nem akarja, hogy a honvágya otthon tartsa, Stella szülei elváltak, Musa édesanyja pedig már kiskorában elhunyt. Bloom és Stella ellátogat Magixba, ahol Sky, Brandon és Riven beneveznek egy motorversenyre. Bloom és Riven összevesznek, majd belesétálnak a Trix csapdájába: Knut Timmynek kiadva magát egy sisakot ad Bloomnak, amit Rivennek ajándékoz, hogy kiengesztelje. A sisakot azonban a boszorkányok elátkozták, így az veszélybe sodorja Rivent, akit Darcy ment meg az ütközéstől. Közben Bloom Stellától megtudja, hogy Timmy elhagyta Magixot, és rájön, hogy a Trix átverte őt. Riven megharagszik Bloomra, azzal vádolja, hogy szándékosan adta neki az elvarázsolt sisakot, hogy Brandon nyerje a versenyt. Sky, Stella és Brandon azonban Bloomnek hisznek, így Riven elhagyja a csapatot Darcy barátságáért. |    |                                                                                                  |                   |              |
| 9 | 9  | „Elárulva” “Betrayed! / Spelled Il Tradimento di Riven”                                          | 2004. február 16. | 109          |
| Bloom ismét a titokzatos hanggal álmodik, aki ezúttal arcát és nevét is felfedi: Daphne. Bloom az Alfea könyvtárába megy, ahol megtudja, hogy Daphne egy nimfa, a tündérek legerősebbike. Eközben Musa Stellától megtudja, hogy Riven most már Darcyval barátkozik. Musa nem hisz neki és Magixba megy, hogy megbizonyosodjon a dolgokról. A Winx utána megy, Magixban pedig összetalálkoznak a Specialistákkal, akik Rivent keresik. Musa rábukkan Rivenre és Darcyra, amint bárban kettesben beszélgetnek. Icy és Stormy rátalál Musára és gúnyolni kezdik. A vita elfajul, Musa Riven segítségét kéri, de a fiú elutasítja. Musát a Winx lányok érkezése menti meg, ám a Trix túl erősnek bizonyul. Legyőzött barátai látványára Bloom hatalmas energiát szabadít fel, így a Winx és a Specialisták megmenekülnek. Icy rájön, hogy Bloom lehet a Sárkány Tüzének birtokosa. Az Alfeában Faragonda megtiltja Bloomnak, hogy tovább tanulmányozza Daphnét. |    |                                                                                                  |                   |              |
| 10 | 10 | „Bloom vizsgája” “Bloom Tested / Magical Reality Check La Fiamma del Drago”                      | 2004. február 18. | 110          |
| A Winx lányok első vizsgájukra készülnek. A szimulációs kamrában kell egy feladatot végrehajtaniuk: elűzni egy boszorkány rontását vagy helyreállítani egy lepusztult területet. Bloom a Vörös Forrásba megy, ahol beszámol Brandonnak a vizsga miatti idegességéről. Riven ezt meghallja és megüzeni Darcynak. A Trix elhatározza, hogy átkot szór a szimulációs kamrára, hogy megtudják, valóban Bloom-e a Sárkány Tüzének birtokosa. A vizsga napján Bloom azt választja, hogy az elpusztult Domino királyságát állítja heyre. Ahogy munkához lát, felfedezi, hogy Kiko a táskájában lapul. Ekkor rátámad a Trix: a boszorkányok Kikót használják fel, hogy Bloom szabadjára engedje erejét. A Sárkány Tüze elpusztítja a szimulációs kamrát, de Bloom megmenekül, a vizsgát pedig elhalasztják. |    |                                                                                                  |                   |              |
| 11 | 11 | „A szörnyeteg és a fa” “The Monster And The Willow / Junior League Il Regno delle Ninfee”        | 2004. február 20. | 111          |
| Flora nagyon stresszel a közelgő vizsgák miatt, tanulás közben pedig az egész hálótermet elárasztja a növényeivel. A lányok megelégelik, ezért Flora a Feketeiszap-mocsárba megy, hogy nyugodtan tanulhasson. A többiek utána mennek, hogy segítsenek neki rátalálni a vidám gladiola nevű növényre, ami kizárólag a mocsárban terem. Kalandjuk során találkoznak a vízi nimfákkal, és meghívást kapnak a nimfák királynőjétől, akitől megtudják, hogy az apró lényeket egy szörny fenyegeti. A szörny azon a szigeten él, ahonnan a nimfák a létezésükhöz szükséges xilit növényt szerzik be, ám a legutóbbi begyűjtő útról a felelős nimfa nem tért vissza. A Winx lányok elhatározzák, hogy megkeresik az elveszett Lusizt és megküzdenek a szörnnyel. A harc során a hatalmas teremtmény bekapja Musát, de a lányok sikerrel kiszabadítják. Amikor a szigetre érnek, Bloom, Stella, Flora és Musa egy mágikus köd hatására elalszanak. Tecna egy levegőbuborék segítségével kiűzi az altatógázt a szigetről, ahol Lusizt is megtalálják, akit szintén elnyomott az álom. A nimfától megtudják, hogy a sziget valójában a szörny háta, aki a Vörös Fűzfa altatógáza miatt olyan ellenséges. A lányok legyőzik a fát, a szörny hátára pedig visszatér az élet. A nimfák királyságában Flora növesztő szérum segítségével elegendő xilitet ajándékoz az apró lényeknek, akik hálából a természet tündérének ajándékozzák a vidám gladiolát. |    |                                                                                                  |                   |              |
| 12 | 12 | „Szépségverseny” “Miss Magix”                                                                    | 2004. február 23. | 112          |
| Stella nem jelenik meg a szimulációs vizsgán, helyette egy szépségversenyre készül. Megígéri a lányoknak, hogy a verseny után rögtön nekiáll tanulni. Lucy, a Felhőtorony egyik boszorkánya is benevez a versenyre és a Trix segítségét kéri, hogy varázsoljanak neki gyönyörű külsőt. Barátnője, Mirta, figyelmezteti, hogy ne bízzon a Trixben, akik titokban azt tervezik, hogy segítenek nyerni Lucynak, majd a koronázás pillanatában felfedik valódi külsejét. A versenyt az elvarázsolt Lucy nyeri meg, de a három boszorkány leleplezi, így a második helyezett Stella lesz Miss Magix. Stella betartja a szavát és egész éjszaka tanul a vizsgára. |    |                                                                                                  |                   |              |
| 13 | 13 | „Nagy titokra derül fény” “A Great Secret Revealed / Meant To Be La Figlia del Fuoco”            | 2004. február 25. | 113          |
| Bloom sz iskolai szünetben hazautazik Gardeniába, ahol rájön, hogy képes a földi emberek aurájának és valós szándékainak érzékelésére. Új képessségével megmenti virágárus édesanyját egy rossz üzlettől. Az üzletkötők azonban zaklatni kezdik a virágüzletet, egyik este pedig fel is gyújtják. Bloom és az apja az üzletbe sietnek, ahol Bloomnak látomása támad: apja egy csecsemőt emel ki a lángok közül. Bloom eloltja a tüzet, de nem tud szabadulni a látomástól. Mike és Vanessa bevallják, hogy nem ők Bloom valódi szülei, a lángok között találtak rá 16 éve. Az Alfeába visszatérve Bloom elhatározza, hogy kideríti kicsoda ő és kik az igazi szülei. |    |                                                                                                  |                   |              |
| 14 | 14 | „Bloom sötét titka” “Bloom's Dark Secret / Witch Trap Il Segreto di Bloom”                       | 2004. február 27. | 114          |
| Bloom szeretne többet megtudni a múltjáról és a valódi szüleiről, így Brandonnal elhatározzák, hogy belopóznak a Felhőtorony mágikus könyvtárába. Riven értesíti Darcyt a tervükről, és a Trix csapdát állít, hogy átverjék Bloomot és megszerezzék az erejét. A könyvtárban Bloom megtudja, hogy ő a Három Ősboszorkány reinkarnációja. Megijed saját kilététől és elhagyja az Alfeát, de az erdőben találkozik Mirtával, aki beszámol neki a Trix cselszövéséről. Ekkor a három boszorkány rájuk támad, de a Winx lányok a segítségükre sietnek. Icy büntetésül tökké változtatja Mirtát, amiért elmondta Bloomnak az igazságot. Bloom haragjában felszabadítja a sárkány tüzét, a boszorkányok pedig visszamenekülnek a felhőtoronyba. A Winx lányok magukkal viszik a tökké vált Mirtát az Alfeába, hogy kitalálják, miként varázsolják vissza. |    |                                                                                                  |                   |              |
| 15 | 15 | „A becsület mindenek felett” “Honour Above All / Pushing The Envelope Voci dal Passato”          | 2004. március 1.  | 115          |
| Wizgiz professzor bejelenti, hogy másnap vizsgát irat a tanulókkal, Bloom azonban átalussza az órát. Faragonda az irodába hivatja, ahol beszámol a Daphnéról szóló álmairól. Az igazgatónő elárulja Bloomnak, hogy Daphne, a Nimfa a Roccaluce-tóban él és ő a Sárkány Tüzének őrzője. A két tündér telepatikus látogatást tesz Daphnéhoz, aki egy koronát ajándékoz Bloomnak. Az utazás azonban csak még több kérdést vet fel a fiatal tündérben. A folyosón Bloom belebotlik Wizgizbe, aki egy lezárt borítékot hagy maga után. Megmutatja a Winx lányoknak, akik azt sejtik, abban lehetnek a vizsgakérdések. A borítékot a konyhába rejtik, hogy ha valaki csábításba esne, akkor a többiek ne tudjanak róla. Éjszaka azonban mindannyian kiosonnak a konyhába, de végül nem nyitják ki a borítékot. Másnap az órán Wizgiz elárulja, hogy a boríték volt a teszt, és azzal, hogy a Winx lányok nem nyitották ki, átmentek a vizsgán. |    |                                                                                                  |                   |              |
| 16 | 16 | „Hideg bűbáj” “Cold Spell / The Nightmare Monster Il Nemico nell'Ombra”                          | 2004. március 3.  | 116          |
| A Trix egy rémálmot okozó szörnyet küld a Winx lányokra, hogy megszerezzék a Sárkány Tüzének erejét. Ahogy az árnyéklény sorra elrontja a lányok álmait, egyre nagyobbá és erősebbé válik. Florának sikerül kapcsolatba lépnie Mirtával, aki elmondja a tündéreknek, hogy a szörny okozza a rémálmaikat. Mikor Florára és Bloomra kerülne a sor, felveszik a küzdelmet a bestiával, de az túl erősnek bizonyul a legyengült Winx lányokkal szemben. Ekkor a Trix is megjelenik, hogy megszerezzék Bloom erejét, ám Faragonda közbeavatkozik, legyőzi a szörnyet és visszaküldi a boszorkányokat a Felhőtoronyba. A Felhőtoronyban Griffin várja őket, akit értesítettek a történtekről, és közli a Trix-szel, hogy eltanácsolja őket az iskolából. |    |                                                                                                  |                   |              |
| 17 | 17 | „Titkok a titokban” “Secrets Within Secrets / Royal Heartbreak Il Segreto di Brandon”            | 2004. március 5.  | 117          |
| Bloom próbálja felhívni Brandont, de a fiú ridegen válaszol a megkereséseire. Hogy kiderítsék mi állhat a dolog mögött, a Winx belopózik a Vörösforrásba, ahol a Specialisták aznap épp bemutatót tartanak. Az iskola folyosóján Bloom belebotlik Diaspróba, Eraklyon hercegnőjébe, aki jegyesével cseveg telefonon. A vőlegénye nem más, mint Brandon. Bloom a Trix újabb cselszövésére gyanakszik, ezért rátámad Diaspróra, harcukkal pedig megzavarják a bemutatót. Diaspro Brandon karjaiba siet és Skynak nevezi a fiút. Kiderül, hogy Sky és Brandon személyiséget cseréltek, hogy az előbbi normális életet élhessen. Bloom mellett Stella is csalódott, mivel az udvarlója mégsem Eraklyon hercege, csupán egy egyszerű testőr. |    |                                                                                                  |                   |              |
| 18 | 18 | „A sárkány tüzének forrása” “The Font Of Dragon Fire / Senior Witches Go To Earth Addio Magix”   | 2004. március 8.  | 118          |
| A történtek után Bloom elhatározza, hogy végleg elhagyja az Alfeát és Magixet és egyik éjszaka titokban visszatér Gardeniába. A Trix követi őt a Földre, hogy megszerezzék az ezúttal védtelen tündér erejét. Elfogják Bloom szüleit, cserébe pedig a Sárkány Tüzét követelik a lánytól. Bloom megtudja Icytól, hogy a Trix a három Ősboszorkány leszármazottjai, akik elpusztították Dominót, Bloom pedig Domino királyságának utolsó hercegnője, akit nővére, Daphne Gardeniába menekített a Sárkány Tüzével együtt. A Trix elszívja Bloom erejét, majd visszatérnek a mágikus dimenzióba. Ekkor megérkezik Stella, aki Bloom szüleivel meggyőzi a lányt, hogy térjen vissza az Alfeába, hogy visszaszerezzék a Sárkány Tüzét a Trixtől. |    |                                                                                                  |                   |              |
| 19 | 19 | „Magix bukása” “The Fall Of Magix / The Army of Decay Attacco ad Alfea”                          | 2004. március 10. | 119          |
| Bloom és Stella visszatérnek az Alfeába, ahol elmesélik barátaiknak és az igazgatónak a történteket. Faragonda értesíti a Vörösforrás igazgatóját, Saladint, hogy kiszüljenek fel a Trix támadására. A Felhőtoronyban a Trix megtámadja Griffint és elzárják őt és a nekik ellenálló boszorkányokat. A nővérek átveszik az irányítást az iskola felett és megidézik a szörnyű teremtményekből álló Sötétség Seregét. Riven rájön, hogy Darcy végig kihasználta őt, de a Trix őt is elzárja a Felhőtoronyba. Az Alfea tündérei és a Vörösforrás specialistái felveszik a küzdelmet a boszorkányok hadseregével szemben. |    |                                                                                                  |                   |              |
| 20 | 20 | „Az út Dominóba” “Mission To Domino / Sparks of Hope La Scomparsa di Bloom”                      | 2004. március 12. | 120          |
| A Trix alkut ajánl az Alfeának és a Vörösforrásnak: adják meg magukat önként 12 órán belül, különben teljes megsemmisülésre számíthatnak. Faragonda elküldi a Winx lányokat a kihalt és fagyos Dominóba, hogy Bloom visszaszerezhesse a Sárkány Tüzét. Knut a Vörösforrásban keres menedéket, mivel a Trix új hatalma megrémíti az ogrét. A boszorkányok bosszúból támadást indítanak az iskola ellen, majd Icy az egész épületet jégbe fagyasztja. A Vörösforrás növendékei az Alfeában húzódnak meg. Közben a Winx lányokra rátámad egy jeti, amit a Trix küldött a tündérekre. Felveszik a hószörnnyel a küzdelmet, de az kettéhasítja a földet, Bloom pedig a szakadék mélyébe zuhan. |    |                                                                                                  |                   |              |
| 21 | 21 | „Az álmok koronája” “The Crown Of Dreams / The Frozen Palace Trappola di Ghiaccio”               | 2004. március 15. | 121          |
| Mikor magához tér, Bloom Domino kastélyának alagsorában találja magát. A Winx többi tagja is rábukkan a jégbe fagyott kastélyra, amit Stella és Tecna erejüket kombinálva kiolvasztanak. Odabent találkoznak Bloommal, majd Daphne is megjelenik, aki a kincstárba vezeti a lányokat. A teremben Bloom megpillantja a koronát, amit a Roccaluce-tónál tett látogatása során kapott. Amint felhelyezi, visszatérnek az emlékei Domino pusztulásáról és nővéréről, Daphnéról. Kifelé menet jégszörnyek és a jeti állja el az útjukat, ekkor azonban megjelennek a Specialisták, akiket Faragonda küldött a Winx segítségére. Közösen legyőzik a szörnyetegeket és visszatérnek az Alfeába. |    |                                                                                                  |                   |              |
| 22 | 22 | „Támadás a Felhőtoronyban” “Storming Cloudtower / Mission To Cloud Tower Il Ritorno di Riven”    | 2004. március 17. | 122          |
| A tündérek és a Specialisták felkészülnek a Trix újabb támadására. Bloom, Stella, Brandon és Sky, Knut vezetésével a Felhőtoronyba mennek, hogy visszaszerezzék a boszorkányoktól a Sárkány Tüzét. A Felhőtoronyban csatlakozik hozzájuk Riven, akinek sikerült kiszabadulnia a Trix tömlöcéből. |    |                                                                                                  |                   |              |
| 23 | 23 | „Kötélhúzás” “Power Play / The Search for the Flame Fuga da Torrenuvola”                         | 2004. március 19. | 123          |
| A Felhőtoronyban Bloom és társai kiszabadítják az elzárt Griffint és a boszorkányokat. Az igazgató egy Alfeába nyíló portált hoz létre, hogy kimenekítse a diákokat. Bloom és Sky hátramaradnak, hogy lerázzák az őket üldöző sötét lényeket. Az Alfeába vezető út során Sky motorja meghibásodik, és lezuhannak az erdő mélyébe. |    |                                                                                                  |                   |              |
| 24 | 24 | „A boszorkányok ostroma” “The Witches' Siege / Battle for Alfea Il Mistero del Lago”             | 2004. március 22. | 124          |
| A boszorkányok csatlakoznak a tündérekhez a Trix-szel szembeni küzdelemben, de a harc reménytelennek tűnik. Bloom és Sky szétválnak: a Specialista visszaindul az Alfeába, Bloom pedig Daphne hangját követve a Roccaluce-tóhoz megy, ahol sikerül felébresztenie erejét, ami végig őbenne lakozott. |    |                                                                                                  |                   |              |
| 25 | 25 | „A végső kihívás” “The Ultimate Challenge / The Great Witch Invasion Il Sonno di Magix”          | 2004. március 24. | 125          |
| Visszaszerzett erejével Bloom utoléri és megmenti Skyt, akit megtámadtak a Trix sötét szörnyei. Eközben az Alfeában Flora, Tecna és Musa sikeresen visszaváltoztatják Mirtát emberi alakjába. |    |                                                                                                  |                   |              |
| 26 | 26 | „A boszorkányok bukása” “The Witches' Downfall / The Final Battle/Fire and Ice Battaglia Finale” | 2004. március 26. | 126          |
| Elérkezik a végső összecsapás: Bloom Icyval veszi fel a küzdelmet és le is győzi a jégboszorkányt. Ezalatt Faragonda és Griffin elzárják Darcyt és Stormyt, majd a három boszorkányt a Roccaluce-tóhoz vezetik, ahol büntetés vár rájuk. Magix megmenekül, a boszorkányok visszatérnek a Felhőtoronyba, a Specialisták pedig a Vörösforrásba. Mirta úgy dönt, az Alfeában marad és inkább tündérnek tanul tovább, Bloom pedig elhatározza, hogy mindenképpen megtalálja igazi szüleit. |    |                                                                                                  |                   |              |

## Második évad
| # | #  | Magyar cím angol cím / olasz cím                                                                                   | Eredeti vetítés   | Gyártási kód |
| --- | -- | --- | ----------------- | ------------ |
| 27 | 1  | „Az Árnyék Főnix” “The Shadow Phoenix / Back To School La Fenice D'Ombra”                                          | 2005. április 19. | 201          |
| A Winx megkezdi második tanévét az Alfeában. Miközben a lányok az ünnepi előkészületekkel foglalatoskodnak, Bloom rátalál az iskola mágikus archívumára, amit egy Concordia nevű pixi őriz. Ezalatt egy földalatti kastélyban egy ismeretlen tündér próbál kiszabadítani hét pixit az Árnyék Főnix, Lord Darkar fogságából. A lány azonban a mélybe zuhan és mikor felébred, az Alfeában találja magát. |    | |                   |              |
| 28 | 2  | „Megint a Trix” “Up To Their Old Trix / Princess Of Tides Il Ritorno delle Trix”                                   | 2005. április 21. | 202          |
| A Trixet a Roccaluce kolostor börtönébe zárták el, ahol a gonosztevőkből nyugalmas környezet és kellemes muzsika segítségével űzik el a rossz szándékot. A boszorkányokban azonban egyre duzzad a bosszúvágy. Lord Darkar menti ki őket a börtönből, aki szövetségesek után kutatva érkezik a kolostorba. Sötét erőt ajándékoz a Trixnek, amitől még erősebbek lesznek: a Gloomixot. Eközben a Winx megismerkedik a titokzatos tündérrel, Laylával, aki mesél nekik küldetéséről és bemutatja nekik Piffet, a kis álomszuszék pixit, akivel a lány kapcsolatot épített ki. A Winx felajánlja segítségét Laylának, hogy kiszabadítsák a foglyul ejtett pixiket. |    | |                   |              |
| 29 | 3  | „Mentőakció” “Rescue Mission / Into The UnderRealm Rescue Mission”                                                 | 2005. április 26. | 203          |
| A Winx elkísériné Laylát, hogy segítsenek kiszabadítani a pixiket, de Faragonda csak Bloomot és Stellát engedi, mert az ő erejük hatékonyabb a sötétség gonosz lényeivel szemben. Sky és Brandon is elkíséri a lányokat, a többiek pedig Tecna számítógépén keresztül követik nyomon a küldetést. Ahogy a barlang bejáratához érnek, a sötétség szörnyei rájuk támadnak, Stella és Brandon pedig egy földalatti szakadékba zuhannak. |    | |                   |              |
| 30 | 4  | „Amentia hercegnő” “Princess Amentia / Queen of Perfection La Principessa Amentia”                                 | 2005. április 28. | 204          |
| Bloom, Layla és Sky Brandon és Stella nélkül folytatják a küldetésüket, de a sötétség szörnyei rájuk támadnak. A tündérek azonban nem tudnak átalakulni, mert a sötétség elszívja az erejüket. Stella és Brandon egy folyóba zuhan, ami végül partra veti őket Downland királyságában. Egy ottani lakos, Sponsus veszi őket gondjaiba, különösen Stellát, aki nagyon legyengült a napfénytől való távollét miatt. Sponsus bemutatja vendégeit Amentia hercegnőnek, akibe fülig szerelmes, de a lánynak Brandon tetszik meg. Stella maradék erejét összeszedve kimenekül a föld alól, a fiút azonban Amentia Downlanden marasztalja, mert össze akar vele házasodni. Stella a felszínen erőt gyűjt és átalakul, majd mikor ismét a mélybe veti magát, rátalál Bloomra, Laylára és Skyra, akiket megment a sötét szörnyek támadásától. |    | |                   |              |
| 31 | 5  | „Varázskötés” “Magic Bonding / Rescuing The Pixies Magico Bondin”                                                  | 2005. május 3.    | 205          |
| Bloom és társai elérik Lord Darkar kastéyát, ahol a Trix-szel találják szembe magukat. Egy titokzatos szárnyas hős azonban a segítségükre siet és a pixiket is kiszabadítja. Bloom és Stella kapcsolatot épít ki egy-egy pixivel: Bloom Lockette-tel, a kulcsok pixijével, Stella pedig Amoréval, a szerelem pixijével. |    | |                   |              |
| 32 | 6  | „Brandon esküvője” “Runaway Groom / My Boyfriend's Wedding Il Matrimonio di Brandon”                               | 2005. május 5.    | 206          |
| Bloom, Stella, Layla, Sky és a pixik Downlandbe sietnek, hogy megmentsék Brandont az esküvőtől, a királyság őrei azonban elfogják őket. Amore, aki lemarad a többiektől, találkozik Sponsusszal, aki Amentia miatt kesereg. Amore egy elvarázsolt rózsacsokrot ajándékoz Sponsusnak, amit mikor átad szerelmnének, azonnal beleszeret és elengedi Brandon és a fogvatartott barátokat, akik így visszatérhetnek az Alfeába. |    | |                   |              |
| 33 | 7  | „A rejtélyes kő” “The Mysterious Stone / The Dark Tower La Pietra Misteriosa”                                      | 2005. május 10.   | 207          |
| A barátok és a pixik visszatérnek az Alfeába, ahol a többiek üdvözlik őket. Tecna, Flora és Musa is kapcsolatot alakítanak ki egy-egy pixivel: Tecna Digittel, a nanotechnológia pixijével, Flora Chattával, a pletykálás pixijével, Musa pedig Tune-nal, a jómodor pixijével. Egy viharos napon egy titokzatos szikla tűnik fel a Roccaluce-tóban. Faragonda azt a feladatot adja a Winx lányoknak, hogy pusztítsák el a követ, de mindannyian kudarcot vallanak. Bloom másnap is próbálkozik a feladattal, de túl sok energiát használ fel, így elájul. Egy ismeretlen férfi viszi vissza barátaihoz, akiről kiderül, hogy ő az Alfea új tanára, Avalon. A lányok felismerik benne a szárnyas hőst, aki megmentette őket Lord Darkar kastélyában. Nagyon megszeretik Avalont, különösen Bloom, aki magánórákat vesz a tanárral, hogy továbbfejlessze erejét és többet tudjon meg a múltjáról. A kettejük között kialakuló kapcsolat miatt Sky féltékeny lesz. |    | |                   |              |
| 34 | 8  | „Party bontó” “Party Crasher / Party Monster Il Guasta Feste”                                                      | 2005. május 12.   | 208          |
| Az újjáépített Vöröskút megnyitóünnepséget tart, melyre az Alfea és a Felhőtorony diákjai, illetve Magix lakosai is hivatalosak. A Specialisták bemutatják a Winx lányoknak új csapattársukat, a művészlélek Heliát, Saladin unokáját, akibe Flora azonnal beleszeret. Az ünnepségre azonban a Trix is ellátogat álruhában, hogy megszerezzék Darkarnak a Vörösforrás kódexét. Elterelésképpen az Árnyék Főnix egy szörnyet küld az ünnepélyre, amit a Specialisták és a tündérek sikeresen legyőznek. |    | |                   |              |
| 35 | 9  | „Avalon tanár úr titka” “Professor Avalon's Secret / The Angel of Doom Il Segreto del Professor Avalon”            | 2005. május 17.   | 209          |
| Tecna és Digit gyanúsnak találják, hogy Avalon soha nem mutatja a szárnyait, ezért utána olvasnak, ki is lehet ő. Arra jutnak, hogy a tanár úr egy olyan szörny, ami három bolygó együttállásakor fedi fel kilétét, és ekkor pusztítást hoz magával. Griffintől megtudják, hogy az együttállás nemsokára várható, így Tecna – Bloomot kivéve – értesíti a Winx lányokat, hogy felkészüljenek az Avalon elleni támadásra. A bolygóegyüttállás napján azonban nem történik semmi, a lányok pedig, akik rátámadtak tanárukra, büntetésre számíthatnak. |    | |                   |              |
| 36 | 10 | „A kódex titka” “Crypt of the Codex / Reaching for the Sky La Cripta del Codice”                                   | 2005. május 19.   | 210          |
| Bloom és Sky összevesznek a fiú féltékenysége miatt. Bloom, Tecna és Flora társaságában a Vörösforrásba megy, hogy személyesen is beszéljen barátjával. Eközben a Trix ismét a Vörösforrásba oson, hogy ezúttal tényleg megszerezzék az iskola kódexét. Darcy egy támadó burkot idéz az iskola köré, ám Riven felismeri a boszorkány varázslatát, így időben figyelmezteti tanárát, Concordiát, aki őröket küld a kódex védelmében. A három tündér, Sky és Timmy is utánuk siet, de a Gloomix erejével rendelkező boszorkányok túl erősnek bizonyulnak, Sky pedig súlyosan megsebesül és eszméletét veszti. Timmynek lenne esélye megtámadnia a kódexet őrző kriptából kilépő Trixet, de a fiú túl nagy áldozatnak ítéli a helyzetet. Emiatt Tecna megharagszik rá és gyávának tartja. Bloom nagyon aggódik Skyért és egy korábban ismeretlen erőt felébresztve sikerül meggyógyítania a fiút.                                                                  |    | |                   |              |
| 37 | 11 | „Versenyfutás az idővel” “Race Against Time / Homesick Corsa Contro il Tempo”                                      | 2005. május 24.   | 211          |
| Faragonda elárulja a Winx lányoknak, hogy Darkar a három mágikus iskola, illetve Pixifalva kódexeire vadászik, hogy megszerezze a Realix erejét. Az Alfeában vendégeskedő pixik gonosz varázslat hatására hirtelen leküzdhetetlen honvágyat kezdenek érezni, de nem mehetnek haza Pixifalvába, nehogy felfedjék a falu hollétét Darkar előtt. Bloom, aki ezalatt a gyógyító erejét tanulmányozta, időben kikúrálja a pixiket, így azok már nem akarják elhagyni az Alfeát. Közben Layla elkíséri Florát a Vörösforrásba, hogy a természet tündére bevallja Heliának iránta táplált érzéseit. Kiderül, hogy a szerelem kölcsönös. |    | |                   |              |
| 38 | 12 | „Winx összetartás” “Win-x Together! / Truth or Dare Unite per la Vittoria”                                         | 2005. május 26.   | 212          |
| Musa megismerkedik a Vörösforrás új diákjával, Jareddel, aki beleszeret a tündérlányba, Riven féltékenységét kiváltva. Faragonda megtanítja a Winxnek a konvergencia alkalmazását, amit a lányoknak a szimulációs teremben kell bemutatniuk. A Darcy bűbája alatt álló Jared azonban megzavarja a gyakorlatot, ám a Winx csapatmunkával sikeresen veszi az eléjük állított akadályt. A szimuláció után Stella hivatalosan is meghívja Laylát, hogy csatlakozzon a Winxhez. |    | |                   |              |
| 39 | 13 | „A láthatatlan varázslat” “Invisible Pixies / Gangs of Gardenia La Dama del Ballo”                                 | 2005. május 31.   | 213          |
| Bloom meghívja barátnőit a Földre azzal a feltétellel, hogy ott nem használhatnak mágiát. Musa és Layla egy diszkóba mennek, amit varázslattal a saját ízlésükre formálnak, kiváltva ezzel a szórakozóhely tulajdonosainak haragját. A helyi vagányok bekerítik őket, majd a Winx többi tagja is belekeveredik a konfliktusba. A lányokat Faragonda és Griselda közbelépése menti ki a szorult helyzetből. |    | |                   |              |
| 40 | 14 | „Csata az Eraklyon bolygón” “Battle on Planet Eraklyon / The Wrong Righters Battaglia sul Pianeta Eraklyon”        | 2005. június 2.   | 214          |
| Diasprót elrabolja egy csapat nindzsa, Sky, Bloom, Flora és Brandon pedig a segítségére siet. Ezalatt az Alfeában Musa és Stormy összecsapnak, ami a tündér győzelmével végződik. |    | |                   |              |
| 41 | 15 | „A műsor folytatódik” “The Show Must Go On! / Magic in my Heart Lo Spettacolo Continua”                            | 2005. június 7.   | 215          |
| Musa koncertezni készül a Vörösforrásban, de meglátogatja apja, Ho-boé, aki ellenzi a lánya zenei karrierjét, mert a zenét okolja felesége haláláért. A koncert napján azonban Musa apja is feltűnik a közönség soraiban, ám ekkor megjelenik Stormy, aki elfogja Ho-boét és visszavágót követel az elvesztett küzdelemért. Musa a saját és a közönség hangerejét felhasználva elűzi a boszorkányt, majd kibékül apjával. |    | |                   |              |
| 42 | 16 | „Hallowinx” “Hallowinx! / The Fourth Witch HalloWinX”                                                              | 2005. június 9.   | 216          |
| A Winx és a pixik Gardeniába utaznak, ahol Mitzi meghívja a lányokat a halloweeni bulijára, ám Jolly, a jövendőmondó pixi baljós sorsot lát a tündérek előtt. A Winx lenyűgözi a Silent Villában tartott parti többi meghívottját, mikor tündérformájukban jelennek meg, Mitzi nem kis irigykedésére. A lányok azonban meglehetősen unalmasnak találják a bulit. Tecna és Digit felfedeznek egy képet a falon, amin három csuklyás alak szerepel, pont mint Jolly jóslatában. Mitzi hirtelen rosszul lesz, és ahogy a Winx ápolgatja, elmeséli nekik a Silent Villát kísértő három nővér történetét, akiket az imént pillantott meg. A tündérek elhatározzák, hogy utána járnak a dolognak, és a Villa kertjében találkoznak is a három csuklyás alakkal. Stella azonban gyanút fog és leleplezi a rájuk ijesztő Mitzit, majd a pixik megtréfálják a földi lányt.                                                                                               |    | |                   |              |
| 43 | 17 | „Egységben a boszorkányokkal” “Twinning with the Witches / Exchange Students Gemellaggio con le Streghe”           | 2005. június 14.  | 217          |
| A Winx és Mirta átmenetileg a Felhőtoronyban tanulnak, hogy megakadályozzák a Trixet a boszorkányiskola kódexének elrablásában, ám nem jönnek ki jól a többi tanulóval. Eközben a Trix Lucy segítségével bejut a Felhőtoronyba, a Winx lányok pedig szétválnak, hogy mielőbb megtalálják a Torony szívében kutakodó boszorkányokat. Bloom talál rájuk elsőként, de a Trix legyőzi őt. Ekkor megérkeznek azonban a tündérek és Griffin, akik megmentik Bloomot. Az igazgatótól megtudják, hogy a kódex még biztonságban van. |    | |                   |              |
| 44 | 18 | „A Felhőtorony szívében” “In the Heart of Cloud Tower / Heart of Cloud Tower Nel Cuore di Torrenuvola”             | 2005. június 16.  | 218          |
| Griffin párokba osztja a lányokat, hogy gyorsabban megtalálják a Trixet, de a tündérek nehezen működnek együtt. Musát és Stellát, illetve Lucyt és Mirtát gyorsan elteszi láb alól a Trix, míg Layla és Flora mindentől megrémül a Felhőtoronyban. Bloom és Tecna is szembe találja magát a három boszorkánnyal, de Griffin épp időben érkezik, hogy megmentse a lányokat. A Trix azonban felébreszti a Felhőtorony mágikus erejét, így az iskola a benne tartózkodók ellen fordul. A tündérek összehangolt támadással próbálják megállítani a boszorkányokat, de a varázslatuk ellenük fordul. A Trix megszerzi a Felhőtorony kódexét, a Winx pedig csalódottan tér vissza az Alfeába. |    | |                   |              |
| 45 | 19 | „Kém az árnyékban” “Spy In The Shadows / Shadows in Bloom La Spia nell'Ombra”                                      | 2005. június 21.  | 219          |
| Bloom nem érti, miért gyengült az ereje Darkar megjelenése óta. Avalontól megtudja, hogy az Árnyék Főnix ereje az ellentéte Bloom Sárkány Tüzének. A tanár azt ajánlja Bloomnak, hogy az emlékeit végleg feltárva erősítse meg mágiáját. Az Avalon által keltett, látomásokat előidéző hipnózisból felébredve Bloom gonosszá válik, és azonnal az Alfea kódexének keresésére indul, hogy átadhassa azt Darkarnak. A Winx igyekszik az útjába állni, de a lányok nem akarják bántani barátnőjüket. Sötét Bloom átadja Darkar teremtményének, Keborgnak a kódexet, ám mielőtt a lány is a denevérszerű lénnyel tartana, megérkezik Avalon és meggyógyítja a tündért. |    | |                   |              |
| 46 | 20 | „A varázserő visszatér” “Pixie Village / The First Charmix Il Villaggio delle Pixies”                              | 2005. június 23.  | 220          |
| Avalon súlyosan megsérül egy mérgezett növény hatására, ezért Livy, a pixik hírnöke visszamegy Pixifalvába orvosságért. Icy azonban követi a kistündért és megszerzi az utolsó kódexet. Közben Faragonda Wildlandbe küldi a Winx lányokat és a Specialistákat, hogy kipihenjék a fáradalmakat és újra csapattá kovácsolódjanak, a szigeten azonban nem használhatnak varázslatot. Egy elhagyott drótkötélpályán a barátok életveszélybe kerülnek, Bloom menti meg őket a zuhanástól. Bátorságáért a lány megkapja a Charmix erejét, ami még Wildlanden is lehetővé teszi az átalakulást. |    | |                   |              |
| 47 | 21 | „A charmix ereje” “Charmix Power / Trouble in Paradise Il Potere del Charmix”                                      | 2005. június 28.  | 221          |
| Darkarnak szüksége van a Bloom által birtokolt Sárkány Tüzére, hogy felébressze a Realix erejét, ezért elküldi a Trixet Wildlandre, ahol a vadállatok a Winx ellen fordítják. Eközben Stella és Layla összevesznek, majd az utóbbi elszalad az erdőbe és eltéved. Stella utána siet, hogy bocsánatot kérjen tőle, így megszerzi a Charmixot. Ezalatt Musa és Riven rájönnek, hogy a Trix Wildlanden tartózkodik. Musa megbízik Rivenben, hogy majd ő szemmel tartja a boszorkányokat, míg a lány értesíti barátaikat. A fiúba vetett bizalom hatására Musa is megkapja a Charmixot, a vadállatok azonban bekerítik a Winx lányokat és a Specialistákat. |    | |                   |              |
| 48 | 22 | „Veszély Wildlanden” “Danger in the Wildlands / Last Resorts Wildland: La Grande Trappola”                         | 2005. június 30.  | 222          |
| Layla egyedül marad egy szörnnyel szemben, de egy barátnőjére Anne-ra, és pixijére, Piffre gondolva leküzdi a magány érzését és megszerzi a Charmixot. Timmy egy tervvel áll elő, amivel megmenekülhetnek a vadállatok elől és csapdába csalhatják a Trixet. A barátok sikerrel járnak, Timmy pedig visszanyeri Tecna bizalmát, aki a logikát félretéve megvallja érzelmeit a fiúnak, így ő is megkapja a Charmixot. A vakáció végével a pixik lebetegednek. |    | |                   |              |
| 49 | 23 | „Az igazság pillanata” “Time for Truth / Darkness and Light Il Memento della Verità”                               | 2005. július 5.   | 223          |
| Míg a többiek a Charmix erejüket fejlesztik, Layla és Flora Pixifalvába mennek, hogy meggyógyítsák a pixiket. Ott felfedezik, hogy az Élet Fája megsérült Icy támadásától, amit Flora nagy nehézségek árán és Helia támogatásával sikeresen helyreállít. Chatta segítségével Flora, gátlásait leküzdve, megvallja érzéseit Heliának, így ő is megszerzi a Charmixot. Ezalatt az Alfeában megjelenik egy csuklyás alak, aki azt állítja, ő a valódi Avalon, aki eddig Darkar fogságában raboskodott. Akit pedig eddig tanáruknak hittek valójában az Árnyék Főnix szolgálója és ő varázsolta el a pixiket és Bloomot. Mielőtt a Winx és Faragonda figyelmeztethetné Bloomot, az ál Avalon a lány bizalmát kihasználva elrabolja őt és Darkarhoz viszi. |    | |                   |              |
| 50 | 24 | „Darkar börtöne” “Darkar's Prisoner / Desperately Seeking Bloom Prigioniera di Darkar”                             | 2005. július 7.   | 224          |
| A Winx, a Specialisták és a pixik Bloom kiszabadítására indulnak. Layla, Brandon és Sky Downlandbe megy, hogy segítséget kérjenek Amentia hercegnőtől, aki azonban haragszik Brandonra, amiért az esküvői ceremónia közepén faképnél hagyta őt. Amentia azzal a feltétellel segít a barátoknak, ha a fiúk bizonyítják rátermettségüket egy párbaj során. Sikerül elnyerniük Amentia bizalmát, majd a kastélyhoz sietnek, ahol azonban Darkar már a hatalmába kerítette Bloomot. |    | |                   |              |
| 51 | 25 | „Szemtől szembe az ellenséggel” “Face to Face with the Enemy / Storming Shadowhaunt Faccia a Faccia con il Nemico” | 2005. július 12.  | 225          |
| A Trix ráébred, hogy Darkar csak arra használta őket, hogy elhozzák neki Bloomot. A boszorkányok egyesítik erejüket és egy közös alakot vesznek fel. Miközben Amentia serege és a Specialisták a Darkar által életre hívott szörnyek ellen küzdenek, a Winx és a pixik a kastélyba lopóznak, hogy kiszabadítsák Bloomot. Darkar egy szörnyet küld a tündérek ellen, ami lefoglalja őket, míg a Főnix és Bloom belépnek egy varázsportálon, hogy aktiválják a Realix erejét. |    | |                   |              |
| 52 | 26 | „A főnix előlép” “The Phoenix Revealed / The Ultimate Power Couple Le Ceneri della Fenice”                         | 2005. július 14.  | 226          |
| Faragonda, Griffin és Codatorta érkezési megmenti a Winx lányokat Darkar szörnyétől. Ezalatt a Főnix legyőzi az egyesült Trixet, és Sötét Bloommal nekilát a Realix aktiválásához. A Winx és a Specialisták próbálják megállítani barátukat, aki azonban felszabadítja a Darkar által áhított erőt. Ekkor azonban Sky kimutatja Bloom iránti szerelmét, amitől a tündér visszanyeri tudatát. A Winx lányok összehangolt támadással legyőzik Darkart, végül pedig ünnepséget rendeznek az Alfeában. |    | |                   |              |

## Harmadik évad
| # | #  | Magyar cím Angol cím / olasz cím                                                                          | Eredeti vetítés      | Gyártási kód |
| --- | -- | --- | -------------------- | ------------ |
| 53 | 1  | „Hercegnők bálja” “Princess' Ball / The Princess Ball Il Ballo Della Principessa”                         | 2006. szeptember 30. | 301          |
| Stella meghívót kap apjától, Radius királytól egy Solarián tartandó bálra, ahova a lány a Winx lányokat is meghívja. Vásárolni mennek Magixba, ahol minduntalan egy undok lányba, Chimerába botlanak, aki először Stella pizzáját, majd az általa választott ruhát is elhappolja a tündér elől. Eközben a Trixet az Omega Dimenzió jégbörtönébe vetik, ahonnan egy bűnöző sem tért még viszi. Icy, jégvarázslatának hála, azonban kiolvasztja a jéggé dermedő nővéreit, valamint a titokzatos és jóképű varázslót, Valtort. A varázsló meg is menti a Trixet az Omega Dimenzió teremtményeitől, majd átjárót idéz Andros bolygójára és szolgálatába állítja a kaput őrző sziréneket. A Trixet lenyűgözi Valtor hatalma és szövetségre lépnek vele. |    | |                      |              |
| 54 | 2  | „Valtor jele” “Valtor's Mark / Beauty Is A Beast Il Marchio Di Valtor”                                    | 2006. október 7.     | 302          |
| Lalya otthonába, a feldúlt Androsra látogat, közben a Winx Solariába utazik a bálra, ahol találkoznak Cassandra bárónővel és lányával, aki nem más, mint Chimera. Valtor is Solariába látogat, hogy a bolygó napjának fényét felhasználva visszaszerezze erejét. Meggyőzi Cassandrát, hogy végtelen hatalomért cserébe adjon neki egy sugarat Solaria napjának fényéből, majd megjelöli a bárónőt és Chimerát a szimbólumával. A bálon Radius király bejelenti, hogy feleségül veszi Cassandrát, Stella nem kis csalódására. Cassandra és Chimera a trón megszerzését tervezik, ezért a lány, új erejét felhasználva, békává változtatja Stellát, a bárónő pedig meggyőzi Radiust, hogy a Stella nem a lánya, csak egy szörny, ami át akarja venni a helyét. A király utasítására az őrök Stellára és a Winxre rontanak, akik a palota legfelsőbb tornyába menekülnek. |    | |                      |              |
| 55 | 3  | „A tündér és a szörnyeteg” “Fairy and the Beast / Pretty Pretty Princess La Principessa E La Bestia”      | 2006. október 28.    | 303          |
| Stella kiesik a torony ablakán, de a Winx lányok időben megmentik barátnőjüket. A palota előtt Sky és Brandon várja őket, Stella azonban a fák közé rejtőzik, mert nem szeretné, hogy kedvese ebben az alakban lássa. A barátokat üldözőbe veszik a palota vérebei, de Stellát felismerik a szagáról, így békében elengedik a tündéreket. A nap és a hold tündére egy titkos átjárót mutat a Winxnek, amin keresztül észrevétlenül kijuthatnak a palotából. Egy rozoga folyosón másznak keresztül, ahol előbb varangyok támadnak rájuk, majd Stella szorul be átmenetileg. Pont mielőtt összeomlana a folyosó, egy forráshoz érnek, ám mikor a vízbe vetik magukat, piócák akaszkodnak a lányokra. Stella a földalatti tó falát betörve kiutat nyit, ami a palota szökőkútjába vezet. |    | |                      |              |
| 56 | 4  | „Az igazság tükre” “The Mirror of Truth / Mirror of Truth Lo Specchio Della Verità”                       | 2006. november 4.    | 304          |
| A Winx rájön, hogy Stellát az igazság tükrével tudják csak visszaváltoztatni, így a Specialistákkal elmennek felkutatni a dísztárgyat. Hogy megnyugtassa Stellát, Flora elbájolja Brandont, hogy a fiú eredeti alakjában lássa kedvesét. Sikeresen megszerzik a tükröt és Stella visszanyeri emberi mivoltát, valamint kiderül, hogy Brandon végig magánál volt, de visszataszító külsejére ellenére is végig szerette a lányt. Alfeában új tanév kezdődik, és Faragonda bejelenti, hogy a tündéreknek fontos vizsgát kell tenniük: meg kell szerezniük az Enchantix erejét a saját bolygójuk megmentésén keresztül. Layla elmeséli a lányoknak, mi történt Androson, majd Stella kivételével útra kelnek a királyság megmentése érdekében, az igazgatónő tudta nélkül. |    | |                      |              |
| 57 | 5  | „A félelem tengere” “The Sea of Fear / Mission To Tides Il Mare Della Paura”                              | 2006. november 11.   | 305          |
| A Winx Androsra megy Tecna dimenziókapuja segítségével, Stella pedig az Alfeában marad, hogy szemmel tartsa a solariai történéseket. A pixiket átváltoztatja a barátnőivé, hogy Griselda ne fogjon gyanút. Az Androson a Winx szembetalálkozik a Valtor varázslata alatt álló szirénekkel, majd a Trix is megérkezik. Bloomot eltalálja Icy egyik támadása és alámerül az óceánba. Valtor megmenti a süllyedő tündért, mert ismerősnek véli a lányt. A varázsló azonban átkot szór Laylára, aki annak hatására elveszti látását. |    | |                      |              |
| 58 | 6  | „Layla választása” “Layla's Choice / The Mermaid Queen La Scelta Di Aisha”                                | 2006. november 18.   | 306          |
| Stella megtudja, hogy távollétében apja Chimerát nevezte ki hercegnővé a helyére, ezért elhatározza, hogy Solariára utazik. Piffet változtatja át önmagává, ám az álomszuszék kistündér lebuktatja a Winxnek álcázott pixiket. Eközben az Androson Layla unokatestvére, Tressa a lányok segítségét kéri, hogy kiszabadíthassa fogságba esett édesanyját, Ligeát, a szirének királynőjét. Ahogy kiszabadítják Ligeát a víz alatti börtönből, felébresztik a barlangban szunnyadó Krakent, aki üldözőbe veszi őket. A szirének királynőjánek feltűnik Layla vaksága és elmondja neki, hogy képes meggyógyítani pálcájával, ha azt a lemenő nap fénye megvilágítja. A lányok beomlasztják a barlangot, hogy megmeneküljenek a Krakentől, de Ligeát eltalálja a szörny egyik csápja és eszméletét veszti. Layla úgy dönt, a királynő meggyógyítására használja a pálca erejét, áldozatáért pedig megkapja az Enchantixot. |    | |                      |              |
| 59 | 7  | „A Fény Társasága” “The Company of Light / Royal Behavior La Compagnia Della Luce”                        | 2006. november 25.   | 307          |
| Az Alfeába visszatérve a lányok Faragondától megismerik az Enchantix valódi erejét: a tündérport, ami minden rontást helyre hoz, így meggyógyítják Layla látását. Büntetésül, amiért engedély nélkül hagyták el az iskolát, a Winxnek ki kell takarítania az Alfea könyvtárát. Bloom aggódik, hogy nem lehet jelen az eraklyoni ünnepségen, ahol Sky bejelenti, kit választ jegyeséül, és fél, hogy a fiú mást fog megnevezni. Stella és Layla megtanítják, hogyan viselkedjen hercegnőként, és még a gyakorlás közepette is időben végeznek a könyvtár rendbetételével, így a lányok elmehetnek Eraklyonra. Előtte azonban Faragonda hivatja Bloomot és beszámol neki a Fény Társaságáról, ami az igazgatónőből, Griffinből, Saladinból és Bloom szüleiből állt, és célja Valtor legyőzése volt. Bloom szüleit a varázslóval szembeni harcban látták utoljára. |    | |                      |              |
| 60 | 8  | „Hűtlen árulás” “Disloyal Adversary / Dark Sky Una Sleale Avversaria”                                     | 2007. február 14.    | 308          |
| Az eraklyoni ünnepségen Sky készül bejelenteni, hogy Bloomot választja jövendőbelijeként. Diaspro azonban egy szerelmi bájitalt kap Valtortól, amivel sikerül a herceget elhódítania, így az végül az eraklyoni lányt nevezi meg jegyeseként, összetörve Bloom szívét. Az ünnepséget Radius király is megtiszteli jelenlétével, akire azonban rátámad egy elszabadult sárkány. Egyedül Stella siet apja segítségére, aki áldozatával elnyeri az Enchantixot. |    | |                      |              |
| 61 | 9  | „A szív és a kard” “The Heart And The Sword / Operation Boyfriend Rescue Il Cuore E La Spada”             | 2007. február 16.    | 309          |
| Az Alfea tanulóinak szülei Bloom kizárást követelik az iskolából, de Faragonda nem hajlandó erre. Bloom mégis visszatér egy időre Gardeniába, de Stella követi őt a Földre és meggyőzi, hogy térjenek vissza Eraklyonba, hogy kiderítsék, mi lelte Skyt. Rájönnek, hogy a herceg Valtor befolyása alatt áll, ezért hiszi a tündéreket boszorkányoknak. Sky harcba bocsátkozik a lányokkal, akik próbálnak nem kárt tenni a fiúban a csata során. Végül Stellának sikerül az Enchantix tündérporral megtörni a Skyon ülő átkot, de a királyi palota őrei a korábbi parancsnak engedelmeskedve még mindig üldözik a Winxet. Brandon hátramarad megküzdeni az őrséggel, hogy a lányoknak legyen ideje elmenekülni, és fogságba esik. Közben Layla feldúltan tér vissza Androsról, mert a szülei feleségül akarják adni egy Nabu nevű fiúhoz. |    | |                      |              |
| 62 | 10 | „Alfea ostroma” “Alfea Under Siege / Attack of the Zombie Witches Alfea Sotto Assedio”                    | 2007. február 19.    | 310          |
| Valtor szarvasnak álcázva magát bejut a Felhőtoronyba, ahol legyőzi és elzárja Griffint és átveszi az irányítást: megjelöli az összes tanárt és diákot, akik ostromolni kezdik az Alfeát. A Trix a Melodyról származó Galatea hercegnőt ráveszi, hogy vezesse őket az iskola könyvtárába, ahol azonban nem találják a nekik kellő tekercset, ezért felgyújtják a termet. Musa Galatea segítségére siet, ezáltal elnyeri az Enchantixot. Faragonda alul marad a Valtorral szembeni küzdelemben, majd nyoma vész az erdőben. |    | |                      |              |
| 63 | 11 | „Csapda tündéreknek” “A Trap for Fairies / Missing in Action Trappola Per Fate”                           | 2007. február 21.    | 311          |
| A Winx és a pixik Faragonda felkutatására indulnak, de mindhiába. Megtudják, hogy Valtor bevette a Felhőtornyot, így a boszorkányiskolába mennek, hogy kiszabadítsák Griffint. A Felhőtoronyban több boszorkánnyal, szörnnyel, és magával Valtorral is szembe kell szállniuk, ám végül rátalának az igazgatóra. Griffin és a lányok az iskolát őrző szörnyek felkutatására indulnak, majd Layla tündérporral megtöri Valtor rajtuk ülő átkát. A Felhőtorony őreitől megtudják, mi történt Faragondával: a gonosz varázsló fává változtatta. Flora az erejét felhasználva kideríti, milyen varázslat érte az igazgatót, és megállapítja, hogy a bűbájt csak a linpheai vízesés képes megtörni. |    | |                      |              |
| 64 | 12 | „A feketefűz könnyei” “The Black Willow's Tears / Tears From the Black Willow Le Lacrime Del Salice Nero” | 2007. február 23.    | 312          |
| A Winx Linpheára, Flora szülőbolygójára látogat, ahol találkoznak a lány húgával, Mielével, aki elvezeti őket Linphea bölcséhez. Útjukat azonban Stormy keresztezi, aki hárpiákat szabadít a tündérekre. A Winx sikeresen megküzd az akadállyal és rátalálnak Linphea bölcsére, akitől megtudják, hogy Faragondát a legendás Fekete Fűz könnye képes csak visszaváltoztatni. A fa egy barlangban található egy vízesés mögött, melynek vize fölfelé folyik. A lányoknak azonban ügyelniük kell, hogy ők maguk ne érjenek a vízhez. A Trix követi a tündéreket a folyóhoz és éppen akkor csapnak le, mikor Stella merítene a forrásból. A boszorkányok rontást szórnak a folyóra, amely így koszossá és sötétté válik. Miele egy Florát célzó támadás elé veti magát, aminek az ereje a folyóba löki. Flora aggodalmában a vízbe veti magát, hogy megmentse húgát, és így megszerzi az Enchantixot, majd a tündérpor segítségével helyreállítja a forrást. A Trixet a folyóba löki, akik így kislányokká változnak. A folyóból nyert vízzel visszaváltoztatják Faragondát, közben azonban egy csuklyás alak figyeli őket a fák közül. |    | |                      |              |
| 65 | 13 | „Utolsó szárnycsapások” “One Last Fluttering of Wings / Point of No Return Un Ultimo Battito D'ali”       | 2007. február 26.    | 313          |
| A Winx Androsra utazik, ahol az Omega Dimenzió Valtor szökése után nyitva maradt kapuja a két világ megsemmisítő összeütközésével fenyeget. A portál bezárásának mikéntjét leíró pergamen azonban megsemmisül. Layla, akinek a hazája forog kockán, és Bloom, aki tudja, milyen elveszíteni az otthonát, megpróbálnak bejutni a kapun, hogy megakadályozzák annak felrobbanását, de egy láthatatlan falba ütköznek. Tecnának sikerül behatolni a portálon és belülről elpusztítani az átjárót. Bár senkit nem mentett meg a saját bolygójáról, rendkívül bátor tettéért elnyeri az Enchantixot, azonban az Omega Dimenzió kapuja elnyeli a tündért. |    | |                      |              |
| 66 | 14 | „Harag” “Fury! / Pay Back Furia!”                                                                         | 2007. február 28.    | 314          |
| Tecna eltűnése megrázza a Winx lányokat és kétségbe esnek, hogy soha többé nem látják barátnőjüket. A tündérek a Felhőtoronyba mennek, hogy bosszút álljanak Valtoron. Miközben Stella és Layla kiszabadítják az ismét elzárt Griffint, Bloom, Musa és Flora szembeszáll Valtorral, aki azonban hamar legyőzi a tündéreket az Enchantix ellenére is. A varázsló elárulja Bloomnak, hogy ő ölte meg a szüleit. A lány haragjában szabadjára engedi a Sárkány Tüzének erejét, ám Valtor jéggé változtatja a támadást és csapdába ejti a tündért. Flora és Musa menti meg, amit Faragonda, Griffin és Saladin érkezése tesz lehetővé számukra. Az Alfeába visszatérve Faragonda azt javasolja Bloomnak, hogy mivel ő az egyetlen, aki még nem szerezte meg az Enchantixot, menjen el a sárkányok szigetére, hogy erősebbé váljon. Távozása után Sky megérkezik az Alfeába, hogy bocsánatot kérjen barátaitól, de a lányoktól megtudja, hogy Bloom elment és az sem biztos, hogy valaha visszatér. |    | |                      |              |
| 67 | 15 | „Sárkányok szigete” “The Island of Dragons / The Island of Dragons L'isola Dei Draghi”                    | 2007. március 2.     | 315          |
| Bloom megérkezik a sárkányok szigetére, Pyrosra, ahol találkozik Buddyval, a kissárkánnyal, aki megtanítja a tündért sárkányként viselkedni. Valtor a Pyrosra küldi a Trixet, hogy megakadályozzák Bloomot az Enchantix megszerzésében. |    | |                      |              |
| 68 | 16 | „Feltámadás” “From The Ashes / The Power Within Dalle Ceneri”                                             | 2007. március 5.     | 316          |
| Timmy, aki nem adja fel a Tecna utáni kutatást, életjelet talál, így a Winx és a Specialisták az Omega Dimenzióba utaznak, hogy megmentsék barátjukat. A jeges börtönbolygón azonban rájuk támadnak az elszabadult rabok, a tündérek pedig egy mély árokba zuhannak. Ezalatt a Pyroson Bloom találkozik egy idős hölggyel, Mayával, akitől megtanulja, hogyan irányítsa a Sárkány Tüzét. A Trix elleni csata során Bloomnak sikerül felébresztenie az Enchantixot puszta akaraterőből. |    | |                      |              |
| 69 | 17 | „A kígyó fészkében” “In The Snake's Lair / The Omega Mission Nella Tana Del Serpente”                     | 2007. március 7.     | 317          |
| Az Alfeába visszatérve Bloom megtudja, hogy barátai az Omega Dimenzióba mentek, így elhatározza, hogy Sky-jal együtt követi őket. A jeges bolygón találkoznak Tecnával, aki védőruha hiányában a technomágiát felhasználva varázsolt magának melegítő öltözéket. Együtt megmentik a rabok által elfogott Specialistákat és a kígyó vermében fagyoskodó tündéreket, majd visszatérnek az Alfeába. |    | |                      |              |
| 70 | 18 | „Valtor doboza” “Valtor's Box / Day at the Museum Lo Scrigno Di Valtor”                                   | 2007. március 9.     | 318          |
| A Winx lányok az Enchantix erejüket fejlesztik, de Bloom a gyakorlás közben majdnem elájul, mert az átváltozása nem teljes, ugyanis azt nem valaki megmentésével szerezte meg. A tündérek ezután Magixba mennek vásárolni, ahol Layla leleplezi Ophirt, a varázslófiút, aki eddig követte őket. Eközben Valtor nyilvánosan bejelenti, hogy egy, a magixi múzeumban őrzött varázstárgyat készül ellopni. A lányok a múzeumba sietnek őrt állni, de kiderül, hogy rászedték őket és míg Valtor érkezését várták, addig a Trix ellopta Agador kincsesládáját, a varázsló által valójában áhított mágikus tárgyat. A Winx és Valtor összecsapnak, azonban Ophir is a lányok segítségére siet, de a tündéreknek kell megmenteniük őt a varázslótól, akit végül futni hagynak. |    | |                      |              |
| 71 | 19 | „Az utolsó pillanat” “At The Last Moment / Biker Chick Wedding Crashers All'Ultimo Minuto”                | 2007. március 12.    | 319          |
| Elérkezik Radius király és Cassandra házasságának napja, ezért a Winx lányok, egy motoros bandának kiadva magukat, Solariára mennek megakadályozni a menyegzőt. Stellának épp időben sikerül megtörnie az apján ülő átkot a tündérpor segítségével, majd Radius börtönbe veti Cassandrát és Chimerát. |    | |                      |              |
| 72 | 20 | „A kis tündérek bevetése” “The Pixie's Charge / Little Big Shots La Carica Delle Pixie”                   | 2007. március 14.    | 320          |
| Agador kincsesládájának segítségével Valtor számára lehetővé válik, hogy a világ összes varázslatát összegyűjtse. Következő célpontja a Roccaluce-tó mágiája, a Winx küldetése pedig megállítani a varázslót. Ezalatt a Trix lányok összevesznek Valtoron és arra jutnak, hogy aki megszerzi a Pixifalvában őrzőtt varázsigéket, azé lesz a varázsló. Megtámadják a rejtett falut, az Alfeában azonban csak a pixik maradtak, akik segíteni tudnának otthonukon. A kistündérek sikeresen elűzik a boszorkányokat Pixifalvából. |    | |                      |              |
| 73 | 21 | „A Vörös Torony” “The Red Tower / The Golden Kingdom La Torre Rossa”                                      | 2007. március 16.    | 321          |
| Tecna rájön, hogy a Vörös Toronyban található vízcsillagok segítségével győzhetik le Valtort, mivel azok a varázsló által is birtokolt Sárkány Tüzének ellentétei. A lányok és a Specialisták útnak indulnak, ám a hajó fedélzetén Layla megtalálja Ophirt, akit Valtor csatlósának hisz. Véletlenül összezárja magát a fiúval, így közelebb kerülnek egymáshoz. Ezalatt Flora videóüzenetet küld az otthon maradt Heliának és Rivennek, de a felvétel egy olyan szerencsétlen jelenetet is rögzít, amin úgy tűnik, mintha Musa és Ophir csókolóznának. A féltékenységtől feldühödő Riven a többiek után indul. A torony területét elérve szárnyas kentaurok támadnak a barátokra, a lányokat Ophir beavatkozása menti meg. Musa megsérül és eszméletét veszti, Riven pedig éppen akkor érkezik, mikor Ophir felemeli az ájult tündért, így a féltékeny fiú nekitámad. |    | |                      |              |
| 74 | 22 | „A kristály labirintus” “The Crystal Labyrinth / The Crystal Labyrinth Il Labirinto Di Cristallo”         | 2007. március 19.    | 322          |
| A Winx lányok, Bloomot kivéve, miniarűrré változva behatolnak a Vörös Toronyba, míg a Specialisták kint szembeszállnak a Trixszel. A toronyban a tündérek találkoznak Arcadiával, az első tündérrel, aki kiválasztja Stellát, Tecnát és Musát, akiknek egy kihívással kell szembenézniük a Vízcsillagokért cserébe. A lányok egy kristálylabirintusban találják magukat, útjuk végén pedig mindannyian nehéz választással kerülnek szembe. Tecna lemond a barátaihoz és Timmyhez fűződő érzelmeiről a racionalitásért cserébe, Stella lemond a szépségéről, Musa pedig feladja a lehetőséget, hogy találkozzon halott édesanyjával. A lányok a helyes döntést hozzák meg a küldetésük szempontjából, így megkapják a Vízcsillagokat. Arcadiát azonban lenyűgözi a tündérek határozottsága és önfeláldozása, ezért Tecnának visszaadja az érzéseit, Stellának pedig az arcát, Musának azonban nem tudja feltámasztani az édesanyját. A toronyból kiérve a tündérek csatlakoznak a többiekhez és legyőzik a Trixet. |    | |                      |              |
| 75 | 23 | „A varázslókaland” “The Wizard's Challenge / The Wizard's Challenge La Sfida Dei Maghi”                   | 2007. március 21.    | 323          |
| Valtor elhatározza, hogy megszerzi az Alfeában őrzött varázsigéket, ezért párbajra hívja a három iskola igazgatóját. A varázsló bűbájának köszönhetően Faragonda, Griffin és Saladin azt hiszik, hogy Valtor ellen küzdenek, valójában azonban egymás között csatároznak. A varázsló ezalatt az Alfeába lopózik, ám Bloom megérzi a jelenlétét. A tündérek szembeszállnak Valtorral, ám mikor a Vízcsillagokat felhasználva legyőznék a varázslót, az felfedi Bloomnak, hogy benne lakoznak a szülei, így ha ő meghal, Domino királya és királynéja is vele pusztul, ezért futni hagyják Valtort. A csata után Ophir bevallja Laylának, hogy ő valójában Nabu, a lány jegyese. A pár együtt marad, de Layla megüzeni a szüleinek, hogy még nem áll készen a házasságra. |    | |                      |              |
| 76 | 24 | „A boszorkányok színrelépnek” “Witches' Revelation / The Witches' Crypt La Rivelazione Delle Streghe”     | 2007. március 23.    | 324          |
| Bloom elhatározza, hogy a Felhőtoronyba megy, hogy megtudja az Ősboszorkányoktól, mi történt valójában a szüleivel. A Winx lányok is vele tartanak, akik segítenek megtörni az iskolát láthatatlanná tévő átkot, majd míg Bloom megidézi a boszorkányokat, megküzdenek a Trixszel. Az Ősboszorkányok elárulják Bloomnak, hogy szülei, Oritel és Marion még életben vannak és nincsenek Valtorba zárva, utána pedig csatlakozik barátaihoz és együtt legyőzik a Trixet. |    | |                      |              |
| 77 | 25 | „A varázsló dühe” “Wizard's Anger / The Spell of the Elements L'Ira Dello Stregone”                       | 2007. március 26.    | 325          |
| A Trix kételkedik Valtor erejében, aki a boszorkányok provokációjára válaszul felveszi valódi, démoni alakját és Agador ládáját kinyitva szabadjára engedi a négy elemet és megtámadja Magixot, illetve a három iskolát. Valtor és Bloom megküzdenek egymással és a lánynak sikerül megszereznie a szelencét és kiszabadítani az elázárt varázsigéket. A Trix elhagyja Valtort, de ismét elkapják és bebörtönzik őket, a varázslót pedig elnyeli a négy elem haragja. Mindenki Valtor halálát ünnepli, de Bloom érzi, hogy a varázsló még életben van. |    | |                      |              |
| 78 | 26 | „Az új kezdet” “A New Beginning / Fire and Flame Un Nuovo Inizio”                                         | 2007. március 26.    | 326          |
| Flora, Layla és Musa helyreállítják a Valtor által felégetett erdőt, az Alfeában pedig mindenki örül a varázsló bukásának. Bloom azonban érzi, hogy Valtor még életben van. Eközben a Vörösforrásnál a Specialisták az iskolából maradt romok között túlélők után kutatnak, Brandon pedig rábukkan magára Valtorra. A varázsló magához tér és elfogja a Specialistákat – Heliát kivéve, aki értesíti a tündéreket. A Winx lányok Androsra indulnak, hogy kiszabadítsák kedveseiket. Szétválnak, hogy mindenki megtalálja maga párját. Gyorsan rá is lelnek a Specialistákra, akikről azonban kiderül, hogy Valtor teremtményei, így a lányoknak meg kell küzdeniük velük. Bloom tudja, hogy a teremtmények csak akkor tűnnek el, ha legyőzi magát Valtort, így a kettejük között lévő kapcsolatot felhasználva megtalálja a varázslót és megküzd ellene. A lány egyik támadásától Valtor eszméletét veszti és megjelenik előtte a három Ősboszorkány, a varázsló megalkotói. Átveszik felette az irányítást és visszaváltoztatják démoni formájába. Bloom engedi, hogy a Sárkány Tüze egyesüljön Valtor erejével, a varázsló pedig felajánlja neki, hogy csatlakozzon hozzá, hogy együtt uralják a világot. A lány elutasítja az ajánlatot, majd a tündérpor segítségével végleg legyőzi Valtort. A kalandnak azonban még nincs vége: Bloom végre felkutathatja valódi szüleit. |    | |                      |              |

## Negyedik évad
| # | #  | Magyar cím Angol cím / olasz cím                                                              | Magyar vetítés       | Eredeti vetítés    | Gyártási kód |
| --- | -- | --------------------------------------------------------------------------------------------- | -------------------- | ------------------ | ------------ |
| 79 | 1  | „A fekete kör varázslói” “Fairly Hounters / Wizards of the Black Circle I cacciatori di fate” | 2012. szeptember 3.  | 2009. április 15.  | 401          |
| Valtor legyőzésével a Winx nagy népszerűségre tesz szert az Alfeában, ahova immár oktatókként térnek vissza. Faragonda rájuk bízza a Believixről szóló könyvet, hogy megszerezzék a következő átváltozást. A Believix a Földön használatos tündérforma, amit az emberek tündérekbe vetett hite képes előidézni. Hirtelen négy varázsló jelenik meg az Alfeában és Bloomot keresik, hogy elszívják varázserejét, mert őt hiszik a Föld utolsó tündérének. Mivel a lány valójában Dominóról származik, a gonosz varázslók kudarcot vallanak és továbbállnak. A Winx küldetése, hogy a varázslók előtt felkutassák a Föld utolsó tündérét. |    |                                                                                               |                      |                    |              |
| 80 | 2  | „Félelem Pixie falván” “The Tree of Life / Fear in Pixie Village L'albero della vita”         | 2012. szeptember 4.  | 2009. április 17.  | 402          |
| A lányok megtudják, hogy a Fekete Kör varázslói ellopták az összes mágiát a Földről, ezért Pixifalvába mennek, hogy az Élet Fájának segítségével kiderítsék, hol tartózkodik az utolsó földi tündér. Előbb azonban le kell győzniük egy szörnyű teremtményt, amiről kiderül, hogy Piff álmaiból kelt életre. Az akadályt leküzdve a Winx az Élet Fájának segítségével a Földre utazik, ahol megtudják: az utolsó tündér éppen Gardeniában él. |    |                                                                                               |                      |                    |              |
| 81 | 3  | „Küldetés a Földre” “Last fairly on Earth/Winx on Earth L´ultima fata della terra”            | 2012. szeptember 5.  | 2009. április 20.  | 403          |
| A Winx Gardeniába érkezve Bloom szüleinél rendezkedik be, de nagy a feszültség a szűkös háztartásban. A lányok munkát keresnek, hogy el tudják tartani magukat, és sok próbálkozás után végül egy játékbolt raktárában kapnak állást. Az elpakolandó dobozokban aranyos plüssállatokra bukkannak, amiket élő varázsállatokká alakítanak. Annyira megtetszik nekik az ötlet, hogy Love & Pet néven mágikus kisállatboltot nyitnak, hogy visszaadják az embereknek a varázslatba vetett hitet. Közben megérzik a Föld utolsó tündérének jelenlétét: egy lány, akinek van egy Artú nevű kutyája, és aki képes kommunikálni az állatokkal. Varázserejéről azonban még nem sejt semmit. |    |                                                                                               |                      |                    |              |
| 82 | 4  | „Varázslatos kedvencek” “Love & Pet / Magic Pets Love & Pet”                                  | 2012. szeptember 6.  | 2009. április 22.  | 404          |
| A Tecna által fejlesztett weboldalnak köszönhetően egyre sikeresebb a Love & Pet. Eközben a Faragonda által a lányok után küldött Specialisták és Nabu is megérkeznek Gardeniába. Nehéz számukra a beilleszkedés, ráadásul azt hiszik, szerelmi vetélytársaik is akadtak: a Winx lányokat meghívta Andy, Bloom volt barátja egy koncertjükre Roxy apjának dzsúsz bárjába. A lányok látszólag nagyon közel kerülnek a bandához, így a specialisták féltékenyek lesznek. A koncert után a Fekete Kör varázslói is megjelennek Gardeniában, ám nem sikerül azonosítaniuk Roxyt. |    |                                                                                               |                      |                    |              |
| 83 | 5  | „Ogron varázslata” “Mitzi's Present / Ogron's Spell Il regalo di Mitzi”                       | 2012. szeptember 7.  | 2009. április 24.  | 405          |
| A varázslók beosonnak a Love & Pet üzletbe és átkot szórnak a kisállatokra, amik így szörnyekké válnak. A Winx az elszökött és örökbeadott varázsállatok begyűjtésére indul, ám összevesznek a Specialistákkal, akik nem bíznak abban, hogy a lányok egyedül is képesek megoldani a feladatot. Végül sikerül megtalálniuk és visszaváltoztatniuk az összes kisállatot, köztük a Mitzinek aznap reggel eladott kölyökkutyát. A földi lányt Brandon menti meg az éppen átváltozó varázslénytől. Mitzi rögtön beleszeret a fiúba és megfogadja, hogy elhódítja Stellától, az utóbbi pedig féltékeny lesz és megharagszik Brandonra. |    |                                                                                               |                      |                    |              |
| 84 | 6  | „Megvan a tündér” “A Fairy in Danger / A Fairy Found Una fata in pericolo”                    | 2012. szeptember 10. | 2009. április 27.  | 406          |
| A lányok nagyon sok letöltést tapasztalnak ugyan arról a címről, így utána járnak, hogy ki lehet az. A felelős nem más, mint Roxy, az állatok és a Föld utolsó tündére. A Winx lányok felfedik előtte valódi kilétét, de Roxy nem hisz nekik és elszalad, azonban a Fekete Kör varázslói is rátalálnak. A Winx érkezése menti meg Roxyt, aki így hinni kezd a mágiában, lehetővé téve a tündéreknek, hogy megszerezzék a Believixet. |    |                                                                                               |                      |                    |              |
| 85 | 7  | „Hiszek bennetek” “Winx Believix / I Believe in You Winx Believix”                            | 2012. szeptember 11. | 2009. április 29.  | 407          |
| A Winx tündérek elérik a hit erejét, hála Roxynak. A lányt tovább üldözik a varázslók, miközben egy titokzatos hang igyekszik meggyőzni őt arról, hogy vállalja fel tündér mivoltát. A Winx megtudja Faragondától, hogy a Believix három különböző szárnnyal is rendelkezik: a teleportálást lehetővé tévő Zoomixszal, a nagysebességű Speedixszel és a nyomkövetést segítő Tracixszel. |    |                                                                                               |                      |                    |              |
| 86 | 8  | „A vidék rejtekén” “The White Circle / Hidden in the Country Il cerchio bianco”               | 2012. szeptember 12. | 2009. május 1.     | 408          |
| Roxy beszámol a Winxnek a titokzatos hangról, ami azt tanácsolta neki, hogy fedezze fel az erejét az emlékei mentén. A lányok így elmennek egy farmra, amit Roxy gyakran látogatott kiskorában, ám az most már egy zsémbes öregember tulajdonában áll. A Fekete Kör varázslói is rájuk találnak és felgyújtják a vidéki házat. Odabent azonban Roxy rátalál a Fehér Körre, a földi tündérek varázsgyűrűjére, aminek a segítségével elűzi a tündérvadászokat. A Winx lányok közben a Believix erejével visszaadják az öregembernek a mágiába vetett hitet. |    |                                                                                               |                      |                    |              |
| 87 | 9  | „Nebula fehér gyűrűje” “Nebula / Nebula's White Circle Nebula”                                | 2012. szeptember 13. | 2009. május 4.     | 409          |
| A varázslók a Fehér Kör beazonosításán keresztül próbálják levadászni Roxyt, aki egyfolytában magánál tartja a mágikus gyűrűt. Egy nap azonban a varázstárgyba elzárt egyik tündér, Nebula, megszállja Roxyt és a varázslók keresésére indul, hogy bosszút álljon a földi tündérekért. A Winx állítja meg a lányt, Bloom pedig úgy dönt, magánál tartja a gyűrűt, hogy megvédje Roxyt annak erejétől. A Frutti Music Barban adott koncertje után Musára felfigyel egy zenei producer, Jason Queen, aki meghallgatásra hívja a zene tündérét. |    |                                                                                               |                      |                    |              |
| 88 | 10 | „A meghallgatás” “Musa's Song The Audition / La canzone di Musa”                              | 2012. szeptember 14. | 2009. május 6.     | 410          |
| Musa elmegy a meghallgatásra, Jason pedig továbbra is oda van a lány hangjáért. Riven azonban féltékeny lesz a zenei producerre, így összevesznek Musával, amiért nem támogatja őt zenei karrierjében. A Winx lányok eközben igyekeznek visszaadni az embereknek a tündérekbe vetett hitet, ám nem járnak sikerrel. Mikor azonban segítenek egy kigyulladt ház eloltásában és az emberek kimenekítésében, Gardenia lakosai bízni kezdenek bennük. |    |                                                                                               |                      |                    |              |
| 89 | 11 | „Winx Club mindörökké!” “Winx Club Forever / Superheroes Winx Club per sempre”                | 2012. szeptember 17. | 2009. május 8.     | 411          |
| Nabu megkéri Layla kezét, a lány pedig boldogan igent mond neki. Elújságolja barátainak, majd a plázába mennek, ahol megállítanak egy fegyveres rablóbandát. Ezalatt Roxy fejleszti varázserejét, képes átmenetileg emberi nyelven megszólaltatni az állatokat. |    |                                                                                               |                      |                    |              |
| 90 | 12 | „Kisállatok bevetésben” “Dad! I'm a Fairy / The Pets' Pursuit Papà! Sono una fata!”           | 2012. szeptember 18. | 2009. május 11.    | 412          |
| Roxy szeretné elmondani apjának, hogy ő valójában egy tündér, ám a varázslók elrabolják mindkettőjüket. Artú, Kiko és a Love & Pet kisállatai a lány kiszabadítására indulnak, de Gantlos csúnyán megsebesíti Roxy kutyáját. A lány dühös lesz és sikerül átalakulnia tündérré. |    |                                                                                               |                      |                    |              |
| 91 | 13 | „Roxy ereje” “The Wizards' Attack / Roxy's Energy L'attacco degli stregoni”                   | 2012. szeptember 19. | 2009. május 13.    | 413          |
| A varázslók megzsarolják Roxyt: vagy átadja nekik a Fehér Kör gyűrűjét vagy Gardeniára pusztulás vár. Egy titokzatos tündér azonban kitartásra inti Roxyt egy látomásban, aki így megtámadja Ogront. A varázslók zűrzavart keltenek a városban, ám Bloom megnyugtatja az embereket a Believix erejével, majd legyőzi a tündérvadászokat a Sárkány Tüzének segítségével. |    |                                                                                               |                      |                    |              |
| 92 | 14 | „Visszatér a varázslat” “7: The Perfect Number / Bringing Magic Back 7: Il numero perfetto”   | 2012. szeptember 20. | 2009. október 14.  | 414          |
| A Winx lányok és Roxy egyre népszerűbbek Gardeniában. Ezúttal állatcsempészeket buktatnak le és térítenek jó útra. |    |                                                                                               |                      |                    |              |
| 93 | 15 | „Új boszorkány a városban” “Magic Lessons / The New Witch in Town Lezioni di magia”           | 2012. szeptember 21. | 2009. október 16.  | 415          |
| A varázslók Mitzit és két barátnőjét gonosz tündérekké változtatják, hogy megutáltassák az emberekkel a tündéreket. A Winx lányok azonban legyőzik Mitzit és társait és megtörik az átkot. Musa meghívót kap Jason esküvőjére: a producer arra kéri, énekeljen a ceremónián. A lány csalódott lesz, hiszen eddig azt hitte, lehet kettejük között valamilyen kapcsolat. |    |                                                                                               |                      |                    |              |
| 94 | 16 | „Virtuális rejtekhely” “A Virtual World / A Virtual Hideout Un mondo virtuale”                | 2012. szeptember 24. | 2009. október 19.  | 416          |
| Andy bandájának bátorítására a Winx együttest alapít és Roxy apjának bárjában, a Frutti Music Barban gyakorolnak. Roxynak azt javasolja a látomásaiban megjelenő titokzatos tündér, hogy rejtse el a Fehér Gyűrűt. A mágikus tárgyat Tecna a számítógépén lévő videójátékba dugja el, ám a varázslók belopóznak a Love & Pet üzletbe, mikor a lányok épp a Frutti Music Barban zenélnek, és behatolnak a játékba. A tündérek azonban utánuk mennek és Timmy külső segítségével legyőzik a varázslókat. |    |                                                                                               |                      |                    |              |
| 95 | 17 | „Az elvarázsolt sziget” “The Enchanted Island / Island Tricks L'isola incantata”              | 2012. szeptember 25. | 2009. október 21.  | 417          |
| A Faragondától kapott könyvből a lányok megtudják, hogy a földi tündéreket, erejüktől megfosztva, Tir Nan Og szigetén tartják fogva a varázslók, és a Fehér Gyűrű segítségével tudják kiszabadítani őket. A Winx és Roxy a szigetre utaznak és megmentik a földi tündéreket. A lányok előtt felfedi magát Morgana, a földi tündérek királynője és Roxy látomásainak szereplője. A királynő azonban háborút hirdet a Fekete Kör varázslói és az egész emberiség ellen, amiért azok elhagyták a tündérekbe vetett hitet. A földi tündérek a Winx lányokat is hívják, hogy csatlakozzanak a bosszúhadjárathoz, ám ők ezt elutasítják. |    |                                                                                               |                      |                    |              |
| 96 | 18 | „A természet haragja” “The Nature Rage / Diana's Attack La furia della natura”                | 2012. szeptember 26. | 2009. október 26.  | 418          |
| Diana, a természet főtündére emberevő növényekkel teli dzsungellé változtatja Gardeniát. A Winx és Roxy Diana szolgálóival szállnak szembe, míg a Specialistákat elfogják és a főtündér rejtekhelyén, az Amazonas esőerdőben elzárják őket. A lányok Faragondától megtudják, hogy csak a Sors három ajándékának egyikével képesek legyőzni Dianát, majd elindulnak kiszabadítani a fiúkat. |    |                                                                                               |                      |                    |              |
| 97 | 19 | „Amazónia erdejének mélyén” “In Diana's Kingdom / In the Amazon Forest Nel regno di Diana”    | 2012. szeptember 27. | 2009. október 28.  | 419          |
| Az Éteri Tündérek a Winx lányoknak ajándékozzák a Sors első ajándékát, a Sophixet, ami képes harmóniát teremteni a természettel. A tündérek és Nabu az Amazonas esőerdőbe érkeznek: a fiú Diana palotájába oson kiszabadítani a Specialistákat, míg a Winx eltereli a földi tündérek figyelmét. Illegális fakitermelők is keresztezik az útjukat, akiket elűznek a Sophix erejével. Florát, Musát és Laylát, akik Nabu után indulnak, elfogják a természet tündérei, míg Bloom, Tecna és Stella ráakad a Szent Hajtásra, Diana erejének forrására. Itt találkoznak a helyi őslakosokkal, akik felajánlják segítségüket, amiért a lányok elűzték a fakitermelőket. |    |                                                                                               |                      |                    |              |
| 98 | 20 | „Diana megváltása” “The Gifts of Destiny / Diana’s Redemption I doni del destino”             | 2012. szeptember 28. | 2009. október 30.  | 420          |
| Flora, Musa, Layla és a Specialisták sikeresen megszöknek Diana fogságából és csatlakoznak a többiekhez a Szent Hajtásnál. Először el akarják pusztítani a virágot, hogy megfékezzék Dianát, de rájönnek, hogy a hajtás tartja fenn magát az esőerdőt. A növény hervadni kezd, de a lányok meggyógyítják a Sophix erejével. A főtündér hálából visszaváltoztatja Gardeniát és megígéri, hogy meggyőzi Morganát, tegyen le a bosszúról, hiszen nem minden ember gonosz. A Winx lányok megkapják a Sors második ajándékát, a Lovixet. |    |                                                                                               |                      |                    |              |
| 99 | 21 | „Sibylla barlangja” “Sibylla's Cave / The Fairy of Justice La caverna di Sibylla”             | 2012. október 1.     | 2009. november 2.  | 421          |
| A Winx lányok a Frutti Music Barban próbálnak egy versenyre, Jason pedig lemezszerződést ajánl nekik. Ekkor megjelennek a varázslók, akik a lányok segítségét kérik: védjék meg őket a földi tündérektől, mert egyik társukat, Dumant, súlyos betegség gyötri. Cserébe egy, az összes erejüket tartalmazó fekete gyűrűt ajánlanak fel a Winxnek, hogy adják át Morganának. Stella javaslatára a lányok Sibylla, az igazság tündérének barlangjába vezetik a varázslókat, hiszen ő pártatlan ítéletet képes hozni felettük. Az ítélet megszületéséig a varázslók Sibylla védelme alatt maradnak. Gardeniába visszatérve a lányok megnyerik a koncertversenyt. |    |                                                                                               |                      |                    |              |
| 100 | 22 | „A jégtorony” “The Frozen Tower / Aurora's Tower La Torre Gelata”                             | 2012. október 2.     | 2009. november 6.  | 422          |
| Aurora, az északi fagy főtündére újabb jégkorszakot szabadít a Földre. A Winx és Roxy a főtündér jégtornyába megy, hogy megállítsák Aurorát. A Winx lányok a Lovix erejének hála védettek a hideg időjárással szemben, Roxy azonban majdnem halálra fagy, ráadásul Morgana folyamatosan igyekszik meggyőzni őt telepatikus úton, hogy csatlakozzon a földi tündérek bosszúhadjáratához. |    |                                                                                               |                      |                    |              |
| 101 | 23 | „Bloom győzelme” “Bloom's Trial / Bloom's Challenge La prova di Bloom”                        | 2012. október 3.     | 2009. november 6.  | 423          |
| Hogy megvédje Roxyt, Bloom párbajra hívja Nebulát. A bosszú főtündére megígéri, hogy ha veszít, elengedi Roxyt, lemond a háborúról, helyette pedig Morgana személyesen mond ítéletet a varázslók fölött. Bloom legyőzi Nebulát, de a földi tündér dühében lerombolja Aurora jégkastélyának tornyát. Bloom megpróbálja megsemmisíteni a leomló jégdarabot, de ütés éri és a mélybe zuhan. Roxy utána veti magát és megmenti barátnőjét, Morgana pedig, a lányok bátorságát és hűségét látva, belemegy a varázslókkal való személyes találkozóba. A harc végén a Winx megkapja az Éteri Tündérektől a Sors harmadik ajándékát, a Sötétség Ajándékát, amellyel egyetlen alkalommal feltámaszthatnak egy elhunyt személyt. |    |                                                                                               |                      |                    |              |
| 102 | 24 | „Az igazság napja” “The Day of Justice / The Wizard's Trap Il giorno della giustizia”         | 2012. október 4.     | 2009. november 9.  | 424          |
| A Winx elviszi a varázslókat Morgana palotájába, hogy a tündérek királynője ítéletet mondjon felettük, de a súlyosan beteg Dumant Gardeniában hagyják a Specialistákkal. Nabu próbálja meggyógyítani az alakváltó varázslót, de az elveszti ereje fölött a kontrollt és önkívületében azt is elárulja, hogy a varázslók valójában nem kívánják feladni magukat, hanem csapdába akarják csalni a tündéreket. A Specialisták Tir Nan Ogra sietnek, hogy figyelmeztessék a lányokat, de elkésnek: Morgana éppen az ujjára húzza a Fekete Kör gyűrűjét, amivel aktivál egy átjárót, ami beszívja a földi tündéreket. Nabu minden erejét felhasználja, hogy bezárja a kaput, majd összeesik. Layla megidézi a Sötétség Ajándékát, hogy feltámassza kedvesét, de Ogron elrántja előle az erőt és egy hervadt virágra pazarolja azt. A haragtól elvakult Layla csatlakozik Nebula bosszúálló tündéreihez. |    |                                                                                               |                      |                    |              |
| 103 | 25 | „Morgana titkai” “Morgana's Secret / Home at Last Il segreto di Morgana”                      | 2012. október 5.     | 2009. november 11. | 425          |
| A varázslók árulását kihasználva Nebula letaszítja trónjáról Morganát és maga mellé állítja a földi tündéreket, a királynőt pedig egy varázstükörbe zárja el. Roxy érintésével kiszabadítja Morganát, akitől megtudja, hogy ő az édesanyja, így a lány a földi tündérek hercegnője. A Winx és Roxy ezután az Omega Dimenzióba mennek, hogy kövessék a varázslókat üldöző tündéreket. Nebulát és Laylát azonban nem tudják meggyőzni, hogy mondjanak le a bosszúról. |    |                                                                                               |                      |                    |              |
| 104 | 26 | „Párbaj az Omega Dimenzióban” “Ice and Fire / Duel in the Omega Dimension Ghiaccio e fuoco”   | 2012. október 8.     | 2009. november 13. | 426          |
| Nebula és Layla az Omega Dimenzióban üldözik a varázslókat, de a tündérvadászok erősebbnek bizonyulnak. Ekkor azonban megérkeznek a Winx lányok és a nyolc tündér erejüket egyesítve legyőzük a varázslókat és örökre elzárják őket az Omega Dimenzióban. Layla visszatér barátaihoz, Morgana pedig elhatározza, hogy hazamegy földi férjéhez és Roxyhoz, a királynői címet pedig Nebulára ruházza. A Winx lányok a lemezszerződés és az Alfea között vacillálnak, és végül úgy döntenek, visszatérnek az iskolába, és Roxy is elhatározza, hogy megkezdi majd tanulmányait. A tündérek azonban még adnak egy utolsó koncertet a Frutti Music Barban. |    |                                                                                               |                      |                    |              |

## Ötödik évad
| # | #  | Magyar cím angol cím / olasz cím                                              | Magyar vetítés       | Eredeti vetítés      | Gyártási kód |
| --- | -- | ----------------------------------------------------------------------------- | -------------------- | -------------------- | ------------ |
| 105 | 1  | „Az olajkitörés” “The Spill / Minaccia dall'oceano”                           | 2012. október 28.    | 2012. szeptember 2.  | 502          |
| Andros vízalatti királyságában Neptunusz király egyik fia megkoronázására készül. A jóságos Nereuszt választja a mogorva Tritannusz helyett, aki emiatt a királyi családra támad. Tritannuszt elfogják és börtönbe vetik, ahol találkozik a szintén ott elzárt Trixszel. Eközben Gardeniában a Winx lányok éppen koncertet tartanának, amikor felfigyelnek arra, hogy egy partközeli olajkút szivárogni kezdett. A lányok és a Specialisták kimentik a munkásokat és megállítják a szivárgást, ám a feladat során Sky elveszíti Eraklyon medálját, amit Bloomnak akart adni szerelme jelképeként. |    |                                                                               |                      |                      |              |
| 106 | 2  | „Tritannus ébredése” “The Rise of Tritannus / L'ascesa di Tritannus”          | 2012. november 4.    | 2012. szeptember 9.  | 503          |
| Az olajkutból szivárgó szennyezés eléri Andros óceánját és megfertőzi Tritannuszt, aki így szörnyé változik és kitör börtönéből, valamint elengedi a Trixet is, miután Icy elcsábítja a fiút. A Winx lányok értesülnek az Androson történtekről, Laylát pedig sokkolja, hogy a démon nem más, mint az unokatestvére. Mivel Tritannusz átváltozása csak átmeneti, a gonosz triton újabb szennyező anyagok után kutat, hogy növelje erejét, majd a Trixszel az oldalán szembeszáll a tündérekkel. A Winx lányok rájönnek, hogy a Believix ereje nem hatékony a tengerben, Tritannusz pedig felfedezi új képességét: képes a többi tritont őt szolgáló szörnyekké alakítani, illetve elszívni a kissellők erjét. A szörnyé vált fiú elhatározza, hogy megszerzi az óceánok kapuit őrző kissellők erejét, hogy beléphessen a Végtelen Óceán dimenziójába és átvegye ott az uralmat. |    |                                                                               |                      |                      |              |
| 107 | 3  | „Visszatérés Alfeába” “Return to Alfea / Ritorno ad Alfea”                    | 2012. november 11.   | 2012. szeptember 16. | 504          |
| Az Alfeába visszatérve a lányok beszámolnak Faragondának a történtekről. Az igazgatónő szerint a Winxnek meg kell szereznie a Sirenixet, a Szirének Erejét, hogy a víz alatt is tudjanak harcolni. Az utolsó tündér, aki elérte a Sirenixet Daphne volt, Bloom nővére. Daphne először nem akar segíteni húgának, mert a Szirének Erején átok ül, de végül elárulja Bloomnak, hogy az átalakuláshoz szükséges Szirének Könyve az Alfea mágikus archívumában található. A Winx, Sky, Brandon, Helia és Krystal, Linphea hercegnője a könyv keresésére indulnak, de az archívumban rájuk támad a Tritannusz által új erővel felruházott Trix. A küzdelem során Skyt csapás éri és elveszti emlékeit. |    |                                                                               |                      |                      |              |
| 108 | 4  | „A szirének könyve” “The Sirenix Book / Il Libro Sirenix”                     | 2012. november 18.   | 2012. szeptember 23. | 505          |
| Krystal gyógyító erejével megpróbálja helyreállítani Sky emlékeit, de a felépülést akadályozza, hogy a fiú nem szeretne emlékezni az elvesztett medálra. Tecna a telefonja segítségével igyekszik megtalálni a Szirének Könyvét, de a Trix titokban rontást szór a kütyüre, így az egy elátkozott könyvhöz vezeti a lányokat, ami robottá változtatja Tecnát. A tündéreknek sikerül eltávolítani barátjuk testéről a telefont, így Tecna visszaváltozik emberi alakjába. Eközben Androson Ligea királynő és Nereusz Tritannusz keresésére indul, ám az utóbbi szörnnyé változtatja bátyját és arra kényszeríti anyját, hogy mondjon el mindent a Szirének Erejéről. Ligea elmondja Tritannusznak, hogy a Sirenixet legutóbb Daphne szerezte meg, de a fiú őt is szörnnyé varázsolja. |    |                                                                               |                      |                      |              |
| 109 | 5  | „A Lilo” “The Lilo / Il magico Lilo”                                          | 2012. október 21.    | 2012. augusztus 26.  | 501          |
| Miután visszatért a Földre a varázslat, a Lilo nevű növény újra virágzik. Aki elszívja a kinyíló virág varázserejét, az hatalmas erőre tehet szert. Faragonda Gardeniába küldi a Winx lányokat, hogy megakadályozzák a Trixet a virág erejének elnyelésében. A növényt Macy, Mitzi húga neveli, aki Gardenia parkjába ülteti ki a Lilót. A Winx az emberek hitének köszönhetően megerősödött Believixnek hála legyőzik a Trixet. |    |                                                                               |                      |                      |              |
| 110 | 6  | „A harmónia ereje” “The Power of Harmonix / Potere Harmonix”                  | 2012. november 25.   | 2012. október 7.     | 506          |
| A lányok nem tudják kinyitni a Szirének Könyvét, ekkor azonban Faragonda egy mágikus iskolák közötti versenyre küldi a tündéreket, ahol meg kell találniuk a Szivárváynsörényűt. A versenyen a Trix is megjelenik, ám mikor megtámadnak egy haszontalannak vélt lovat, a Winx lányok megmentik a varázsállatot, ami felfedi valós kilétét: ő a Szivárványsörényű. A tündérek elnyerik a természet szellemének áldását és így már ki tudják nyitni a Szirének Könyvét. A könyvből előlépnek a Sirenix őrzői, akik tájékoztatják a lányokat: ahhoz, hogy megszerezzék a Szirének erejét, előbb meg kell találniuk az önbizalom, az empátia és a bátorság ékköveit. Küldetésükre azonban csak egy holdhónap áll rendelkezésre, különben örökre elvesztik erejüket. A Sirenix őrzői új erőt adnak a lányoknak, ami segíti őket a küldetésükben: a Harmonixot, a Harmónia Erejét. A tündérek szétvállnak: Musa, Flora és Tecna a csillogó kagylók után kutatnak, míg Bloom, Stella és Layla az önbizalom ékkövének nyomába erednek. Az utóbbiakhoz csatlakozik egy androsi fiú is, Roy. |    |                                                                               |                      |                      |              |
| 111 | 7  | „Csillogó kagylók” “The Shimmering Shells / Le Conchiglie Luccicanti”         | 2012. december 2.    | 2012. október 14.    | 507          |
| Bloom, Layla és Stella a Mélység Labirintusában megismerik a csillogó kagylókhoz vezető fejtörőt. Rájönnek, hogy az önbizalom ékköve Solaria óceánjában található, amit Stella, Layla és Flora meg is szereznek, miután megküzdenek egy Tritannusz által átalakított medúzával. Ezalatt Bloom, Musa, Tecna és Sky Gardeniába mennek, ahol a Trix arra kényszeríti a rakodómunkásokat, hogy a tengerbe dobják az olajhordókat, hogy Tritannusz további hatalomra tegyen szert. |    |                                                                               |                      |                      |              |
| 112 | 8  | „A rubin zátony titka” “Secret of the Ruby Reef / La melodia del rubino”      | 2012. december 9.    | 2012. október 25.    | 508          |
| Tritannusz átveszi az uralmat Neptunusz király birodalma fölött, szörnnyé változtatja apját és testvérét, Tressát, majd elnyeli a királyi kard erejét. A Winx lányok Melody óceánjába mennek, hogy megszerezzék az empátia ékkövét, de Tritannusz az útjukba áll és szörnnyé változtatja Musát. Az átkot a Melody óceánját őrző kissellővel kialakított kapcsolat töri meg. Ezalatt Tritannusz és a Trix elfogja Daphnét a Roccaluce-tónál. |    |                                                                               |                      |                      |              |
| 113 | 9  | „Az empátia égköve” “The Gem of Empathy / La Gemma dell'Empatia”              | 2012. december 16.   | 2012. október 26.    | 509          |
| A Melodyn megismert fejtörő a Zenith óceánjába vezeti a lányokat. Míg Musa, Flora és Brandon a kislánnyá változott Stellára vigyáz az Alfeában, Bloom, Tecna és Layla az empátia ékkövének nyomába ered. Tecna és Layla összevesznek, de együttműködésük végül elvezeti a lányokat a keresett ékkőhöz. |    |                                                                               |                      |                      |              |
| 114 | 10 | „Karácsonyi különkiadás” “A Magix Christmas / Natale ad Alfea”                | 2012. december 23.   | 2012. október 29.    | 510          |
| Bloom szeretne hazautazni Gardeniába karácsony alkalmából, de a Trix, azt gondolva, hogy a karácsony egy újabb mágikus erő, megakadályozza: Icy jégkupolát varázsol az Alfea köré, ami meggátolja a világok közötti közlekedést. A Winx lányok szeretnék felvidítani a szomorkodó Bloomot, ezért karácsonyi ünnepséget szerveznek. Bloom nagyon hálás nekik, ám ekkor megjelenik a Trix és jégszörnyeket szabadítanak a tündérekre. Bloom a Sárkány Tüzének erejével felolvasztja a jégkupolát és a bestiákat, de az otthoni karácsonyi ünnepséget már lekéste. Faragonda azonban ünnepi díszeket varázsol az iskolára és az Alfeába invitálja Bloom szüleit és rokonait, így mégis együtt karácsonyozhatnak. |    |                                                                               |                      |                      |              |
| 115 | 11 | „A Trix trükkje” “Trix Tricks / Le Trix in agguato”                           | 2012. december 30.   | 2012. október 30.    | 511          |
| Flora, Musa és Stella Linphea óceánjába megy, hogy ráleljenek az utolsó ékkőhöz vezető fejtörőre. Ezalatt a Vörösforrás motorversenyt rendez, ám Darcy oroszlánokká változtatja a Specialisták járműveit, hogy elkapják Bloomot és vele szóra bírják a Tritannusz által elfogott Daphnét. Sky azonban előáll egy ötlettel, amivel csapdába ejtik az oroszlánokat és visszaváltoztatják őket motorrá. Az epizód végén Bloom és Sky randevúra megy, de a Trix ezúttal is rájuk támad. A Winx lányok feltűnése azonban megmenti a szerelmes párt. |    |                                                                               |                      |                      |              |
| 116 | 12 | „A bátorság próba” “Test of Courage / Prova di coraggio”                      | 2013. január 6.      | 2012. november 1.    | 512          |
| Tritannusz rájön, hogy csak úgy képes szóra bírni Daphnét, ha a szüleit támadja meg, ezért Dominóra küldi a Trixet, amíg ő megszerzi az utolsó kissellő erejét. Bloom, Stella, Flora, Layla és Sky is a királyság helyreállítását ünneplő Dominón tartózkodik, ám a tündérek elhagyják a palotát, mikor megtudják, hogy a bolygó óceánjában található az utolsó ékkő, a bátorság ékköve. Ezalatt a Trix megtámadja a királyi palotát és Icy jégbe zárja Mariont és Oritelt. A még mindig esetlen Sky igyekszik megküzdeni a boszorkányokkal, de a lányok visszatérnek és megmentik Dominót. A tenger mélyén Flora kisselője rábukkan Eraklyon elveszett medáljára és mikor Sky visszakapja, azonnal visszatérnek az emlékei. |    |                                                                               |                      |                      |              |
| 117 | 13 | „A szirének ereje” “Sirenix / Le fate Sirenix”                                | 2013. szeptember 18. | 2012. november 2.    | 513          |
| Tritannusz és a Trix a Roccaluce-tóhoz megy, hogy megszerezzék Daphne erejét. Tritannusz beszennyezi a tavat, a boszorkányokat felruházza a Sötét Sirenix erejével, majd belépnek a Végtelen Óceán dimenziójába. Ekkor azonban megérkeznek a Winx lányok, akiket a tóhoz vezetett a Szirének Könyve és helyreállítják a vizet. A Szirének Erejének őrzője, Omnia a tündéreknek ajándékozza a Sirenixet, illetve teljesíti egy kivánságukat abban az esetben, ha a lányoknak sikerül kivívniuk a sors tetszését. |    |                                                                               |                      |                      |              |
| 118 | 14 | „Az uralkodó trónja” “The Emperor's Throne / Il Trono dell'Imperatore”        | 2013. szeptember 19. | 2013. február 17.    | 514          |
| A Végtelen Óceán világában Tritannusz és a Trix kísérletet tesznek az óceánok erejét birtokló uralkodói trón hatalmának elszívására, de kudarcot vallanak. Egy Gardenia partjához közeli szemétszigetre mennek, hogy Tritannusz még nagyobb erőre tegyen szert, de a tengerparton takarító Winx lányok az útjukba állnak. A tündérek követik Tritannuszt és a boszorkányokat a Végtelen Óceán dimenziójába, ahol Layla kétségbeesetten szembesül azzal, hogy rokonai mind szörnyekké váltak. |    |                                                                               |                      |                      |              |
| 119 | 15 | „A fény pillére” “The Pillar of Light / Il Pilastro della Luce”               | 2013. szeptember 20. | 2013. február 24.    | 515          |
| Andros királya Laylának ajándékozza Neptunusz kardját. Ezalatt Tritannusz elhatározza, hogy megszerzi a Végtelen Óceán pilléreinek pecséteit, hogy aktiválhassa az uralkodói trónt. Először a Fény Pillérét támadja meg, amitől az egész mágikus univerzum sötétségbe borul. A napfény hiányában Solariát és Radius királyt összeomlás és halál fenyegeti, ezért a lányok a Végtelen Óceán világába mennek, hogy felvegyék a küzdelmet Tritannusszal. Stella szabadjára ereszti a Szirének Fényét és elűzi fele Tritannusz csatlósait. A harc során Bloom csapást mér Icyra, Tritannusz pedig haragjában lerombolja a Fény Pillérét. |    |                                                                               |                      |                      |              |
| 120 | 16 | „A napfogyatkozás” “The Eclipse / L'eclisse”                                  | 2013. szeptember 23. | 2013. március 3.     | 516          |
| Tritannusz és a Trix elmenekül az ellopott pecséttel, miközben a Fény Pillére omladozik. Laylának azonban Neptunusz kardjával sikerül visszaváltoztatnia Nereuszt és Tressát. A Winx lányok összehangolt varázslattal próbálják helyreállítani az oszlopot, de kudarcot vallanak. Végül Stella űzi el a napfogyatkozást a Szirének Fényével. Eközben Erendor, Eraklyon királya kinevezi Diasprót uralkodói megbízottnak, hogy vigye haza Skyt. A lány éppen akkor talál rá a hercegre, mikor az Bloommal randevúzik. Ezalatt a mágikus univerzum uralkodói összegyűlnek Dominón, hogy szövetkezzenek Tritannusszal szemben. |    |                                                                               |                      |                      |              |
| 121 | 17 | „A gondolat ereje” “Faraway Reflections / L'occhio che ispira le fate”        | 2013. szeptember 24. | 2013. március 10.    | 517          |
| A Fény Pillérének pecsétjével Tritannusz támadást mér a Végtelen Óceán trónjára, de az egy válaszcsapással meggyengíti a nagyravágyó fiút. Daphne ezalatt telepatikus kapcsolatba lép Bloommal, és arra kéri, védjék meg a maradék két pillért. Hogy megtalálják az Egyensúly és a Védelem Pilléreit, Daphne azt javasolja Bloomnak, hogy nézzen a gondolat szemébe. A lányok rájönnek, hogy az Alfea kútjában visszatükröződő Holdat keresik, majd egy vízalatti szobában találják magukat, ahol a Végtelen Óceán pilléreihez vezető térképre bukkannak. A tündérek ezután Gardeniába mennek, hogy legyőzzék a Tritannusz által hatalmas szörnnyé változtatott szemétszigetet. |    |                                                                               |                      |                      |              |
| 122 | 18 | „A pusztító” “The Devourer / Il divoratore”                                   | 2013. szeptember 25. | 2013. március 17.    | 518          |
| Egy hatalmas mélytengeri hal támad a Trixre, de Tritannusz az uralma alá hajtja és a kissellők ellen küldi a lényt. Bloom, Stella és Layla a Dominón rendezett diplomáciai találkozón vesz részt, miközben Tecna, Flora és Musa Codatortával edzenek az Alfeában. A Vörösforrás tanára egy sárkányt szabadít rájuk, de a tündérek megtanulják, hogy minden ellenfélnek van gyenge pontja és leküzdik a kihívást. Bloom értesíti az Alfeában gyakorló lányokat, hogy a kissellők bajban vannak, akik így a Végtelen Óceánba indulnak. A kiképzés során talutakat felhasználva Tecna, Musa és Flora legyőzik a rettenetes halat és megmentik a kissellőket. Ezalatt a diplomáciai találkozón azonban az uralkodók úgy döntenek, ki-ki a maga szakállára fog védekezni Tritannusz támadásával szemben. |    |                                                                               |                      |                      |              |
| 123 | 19 | „Az éneklő bálnák” “The Singing Whales / Le Balene del Canto”                 | 2013. szeptember 26. | 2013. március 24.    | 519          |
| Tritannusz megszerzi az Egyensúly Pillérének pecsétjét, amitől a mágikus univerzum instabillá válik. Ezalatt Darcy és Stormy, akik úgy érzik, Icy elhanyagolja őket Tritannusz kedvéért, az uralmuk alá hajtják Melody éneklő bálnáit, hogy bebizonyítsák nővérüknek: még szüksége van rájuk. Az éneklő bálnák eltűnése azonban Musa bolygójának megsemmisülését okozhatja. A Winx belép a Végtelen Óceán világába, hogy megküzdjön Tritannusszal és Icyval. |    |                                                                               |                      |                      |              |
| 124 | 20 | „Szerelmi gondok” “The Problems of Love / Problemi sentimentali”              | 2013. szeptember 27. | 2013. március 31.    | 520          |
| Icyt nem nyűgözik le az éneklő bálnák, így Darcy és Stormy a Winx lányokra szabadítja Melody védőállatait, Musa azonban a Szirének Hangjának erejével megszabadítja őket a boszorkányok befolyása alól. A tündérek ezután erejüket összehangolva helyreállítják az Egyensúly Pillérét és a mágikus univerzum stabilitását. Az Alfeába visszatérve Bloom szeretné felhívni Skyt, hogy kibéküljenek, miután összevesztek, mert a diplomáciai találkozón a fiú az apja pártját fogta, aki nem hajlandó a többi királysággal való együttműködésre. Diaspro azonban értesíti Bloomot, hogy Sky telefonhívásait ezentúl ő fogja kezelni, így a lány nem tudja elérni a herceget. Ezalatt Tritannusz felhelyezi a pecsétet a Végtelen Óceán trónjára, ám az ismét meggyengíti őt. Darcy és Stormy elhatározzák, hogy mindenáron visszaszerzik nővérüket Tritannusztól. |    |                                                                               |                      |                      |              |
| 125 | 21 | „Egy tökéletes randevú” “A Perfect Date / Un appuntamento perfetto”           | 2013. szeptember 30. | 2013. április 7.     | 521          |
| A Winx lányok és a Specialisták randevút szerveznek Tecnának és Timmynek, akik általában inkább csak üzeneteket küldenek egymásnak. A tündérek eközben a Védelem Pilléréhez mennek, hogy elpusztítsák a pecsétet mielőtt Tritannusz megszerezhetné azt. A Végtelen Óceán dimenziójában azonban rájuk támad egy hatalmas elektromos angolna, ezért a Timmyvel vacsorázó Tecna segítségét kérik. A technológia tündére a Szirének Aurájának segítségével legyőzi az angolnát, majd visszatér Timmyhez, akivel felfedezik, milyen kellemes az együtt töltött idő. |    |                                                                               |                      |                      |              |
| 126 | 22 | „Hallgass a szívedre” “Listen to Your Heart / Ascolta il tuo cuore”           | 2013. október 1.     | 2013. április 18.    | 522          |
| Zenith királya bejelenti, hogy az ő bolygója sem vesz részt a Tritannusz elleni szövetségben, ezért a Winx lányok meglátogatják, hogy meggyőzzék a csatlakozásról. Ezalatt Tritannusz haragjában csapást mér a Védelem Pillérére, amitől a mágikus univerzumban használt technológia megzavarodik és a zenithi robotok az emberek, köztük a király ellen fordulnak. Míg a kissellők helyreállítják az oszlopot, a Winx lányok megvédik Zenith királyát a robotoktól, majd Tecna meggyőzi, hogy mégis csatlakozzon a Tritannusz elleni szövetséghez. A technológia tündére elnyeri a sors tetszését, kívánsága pedig, hogy Zenith lakosai nyissák ki a szívüket a varázsvilág többi lakója felé. Az Alfeába visszatérve Bloom kibékül Skyjal, miközben a Végtelen Óceánban Tritannusz kényszerítésére Daphne beszámol neki a trónról, és a három Ősboszorkány által elátkozott szirénről, Politeáról. Icy, valamint Darcy és Stormy elhatározzák, hogy megszerzik Politea erejét.                                                                                                   |    |                                                                               |                      |                      |              |
| 127 | 23 | „A cápa szeme” “The Shark's Eye / Sulle tracce di Politea”                    | 2013. október 2.     | 2013. április 19.    | 523          |
| Daphne Bloomnak is beszámol Politeáról, aki miután kideríti, hol tartózkodik az elátkozott szirén, a kissellőjével egyedül indul a megkeresésére, hogy megóvja barátait a szirének átkától. Politea barlangjában azonban Icyval találkozik és harcba bocsátkoznak. Kiderül, hogy Darcy és Stormy mindkettőjüket megelőzte, és már elszívták az elátkozott szirén erejét. A két boszorkány igyekszik meggyőzni nővérét, hogy hagyja ott Tritannuszt és térjen vissza hozzájuk, ám Icy ezt elutasítja. Az Alfeában ezalatt Stella divatbemutatót rendez, amire elvált szüleit is meghívja. Mivel képes nekik őszintén beszélni az érzéseiről, Stella elnyeri a sors tetszését és azt kívánja, hogy szülei értsék meg egymást. |    |                                                                               |                      |                      |              |
| 128 | 24 | „A Paradicsom-öböl megmentése” “Saving Paradise Bay / Il Respiro dell'Oceano” | 2013. október 3.     | 2013. április 22.    | 524          |
| A mágikus univerzum uralkodói az együttműködés mellett döntenek. Flora azt javasolja, hogy szüntessék meg a szennyezést a Földön, hiszen az Tritannusz erejének legfőbb forrása. Ekkor értesülnek róla, hogy Tritannusz savas esőt bocsátott a Paradicsom-öböl vidékére, így a tündérek odautaznak, hogy az Óceán Lehelete nevű szikladarabbal megtisztítsák a környéket. Flora megtalálja az Óceán Leheletét és a sziklát a saját erjével kombinálva helyreállítja a természet tisztaságát. Tettével kivívja a sors tetszését és azt kívánja, hogy a Föld lakosai tiszteljék jobban a bolygójukat. |    |                                                                               |                      |                      |              |
| 129 | 25 | „Csata a végtelen óceánért” “Battle for the Infinite Ocean / Scontro epico”   | 2013. október 4.     | 2013. április 23.    | 525          |
| Nereusz és Tressa hívására a Winx csatlakozik a kissellők Tritannusz, Icy és a mutánshadsereg elleni küzdelméhez. Az összecsapás során Nereusz súlyosan megsérül, de Layla a sors által neki ajándékozott kívánsággal visszahozza az életbe. Ekkor azonban Tritannusz megtámadja Laylát és elszívja Sirenix erejét, hogy aktiválhassa a Végtelen Óceán trónját. |    |                                                                               |                      |                      |              |
| 130 | 26 | „Tritannus bukása” “The End of Tritannus / La fine dell'incubo”               | 2013. október 6.     | 2013. április 24.    | 526          |
| Tritannusz aktiválja a trónt, ám az általa szerzett hatalmas erőt nem tudja irányítani és Icy ellen fordul. Andros királyi palotáját veszély fenyegeti, de a Winx lányok időben kimentik az ott tartózkodó uralkodókat. Ezalatt Nereusz és Bloom Tritannusszal harcol: a tündér a Szirének Tüzét használva végső csapást mér a gonoszra, aki visszaváltozik eredeti alakjába. Tritannusz átkai is megszűnnek: Daphne és Layla kiszabadul, a mutánsok pedig visszanyerik valós kilétüket. Bloom elnyeri a sors tetszését és azt kívánja, szűnjön meg a Sirenixen ülő átok, így nővére visszakapja fizikai valóját. |    |                                                                               |                      |                      |              |

## Hatodik évad
| # | #  | Magyar cím angol cím / olasz cím                                                    | Eredeti vetítés    | Magyar vetítés       | Gyártási kód |
| --- | -- | ----------------------------------------------------------------------------------- | ------------------ | -------------------- | ------------ |
| 131 | 1  | „A szirének ihlete” “The Inspiration of Sirenix / L'ispirazione del Sirenix”        | 2014. január 6.    | 2014. augusztus 10.  | 601          |
| Dominóban ünnepséget rendeznek Daphne hazatérésének tiszteletére, de a lánynak nehezére esik alkalmazkodnia testéhez, ráadásul úgy tűnik, tündérerejét is elvesztette. A mulatságot a Trix felbukkanása zavarja meg, akik Dominóra eresztik a Mélység Szörnyét, egy mélytengeri varázslényt akit csak a szirének nimfája képes irányítani. A Winx lányok segítenek Daphnénak visszaszerezni az önmagába vetett hitet, így a tündér felébreszti erejét és megállítja a szörnyet. |    |                                                                                     |                    |                      |              |
| 132 | 2  | „A legendárium” “The Legendarium / Legendarium”                                     | 2014. január 13.   | 2014. augusztus 17.  | 602          |
| Az Alfeában új tanév kezdődik, Daphnét pedig felkérik mágiatörténet oktatásra. A Felhőtoronyba is új diákok érkeznek, köztük egy Selina nevű földi boszorkány, aki mondabeli lényeket tud megidézni egy Legendárium nevű könyvből. Hogy bemutassa erejét, megidézi a Sötét Erdő Trolljait, akik megtámadják Pixifalvát és magukkal viszik a kistündéreket a Legendárium világába. Ekkor megjelenik a Trix a Felhőtoronyban és átveszi az irányítást az iskola felett. Griffint varjúvá változtatják, aki az Alfeába repül segítséget kérni, majd szövetkeznek Selinával, hogy felhasználják a Legendárium erejét a mágikus univerzum meghódítására. |    |                                                                                     |                    |                      |              |
| 133 | 3  | „A repülő iskola” “The Flying School / Il collegio volante”                         | 2014. január 20.   | 2014. augusztus 24.  | 603          |
| Roxy erejének hála az Alfeában kiderítik, hogy a Winx lányok által talált varjú maga Griffin, és hogy a Trix átvette a Felhőtorony fölött az irányítást. A Winx tündérek Lynpheára utaznak a Specialisták meghívására, akik az ottani varázslóiskola diákjaival párbajoznak. Ekkor azonban megjelenik a Trix a repülő Felhőtorony fedélzetén és megtámadja Lynphea varázsiskoláját. Selina faembereket hív elő a Legendáriumból, akik elfogják a lynpheai tündéreket, köztük Flora húgát, Mielét. A Winx lányok behatolnak a Felhőtoronyba, hogy megküzdjenek a Trixszel, és rátalálnak a varázsgömbbe zárkózó Selinára. A Winx megpróbálja elpusztítani a gömböt, de a támadás visszaszáll rájuk és elvesztik mágikus erejüket, Bloomot kivéve, hiszen az univerzumot éltető Sárkány Tüzét nem lehet kioltani. A lányok kénytelenek cserben hagyni Lynphea tündéreit és visszatérni az Alfeába, ahol Bloom a barátainak ajándékoz egy-egy szikrát saját erejéből. A Sárkány Tüzének segítségével a lányok új átalakulásra tehetnek szert, ha tündérhez méltó tetteket hajtanak végre. |    |                                                                                     |                    |                      |              |
| 134 | 4  | „Bloom ereje” “Bloomix power / Il potere Bloomix”                                   | 2014. január 31.   | 2014. augusztus 31.  | 604          |
| A Trix leigázza a lynpheai tündériskolát, míg a Winx és a Specialisták visszatérnek az Alfeába edzeni. Daphne rájön a faemberek gyenge pontjára, így a csapat visszatér Flora bolygójára megmenteni az ottani tündériskolát. A lányok tündérerejük nélkül is hősiesen helyt állnak: Flora megmenti Mielét egy szörnytől és ezzel felszabadítja a Bloomix erejét, majd elaltatja a faembereket. Selina megidézi a szárnyas baziliszkuszokat, melyek pillantásukkal képesek bármit kővé dermeszteni. Támadásuk eltalálja Royt és Nexet is, amint éppen Aishát (Layla) próbálják megvédeni a sárkánykígyóktól. |    |                                                                                     |                    |                      |              |
| 135 | 5  | „Az aranyterem” “The Golden Auditorium / Golden Auditorium”                         | 2014. február 7.   | 2014. szeptember 7.  | 605          |
| A lynpheai harc során ügyességükkel és bátorságukkal Stella és Aisha is elnyerik Bloomix erejüket és kiszabadítják a kővé változott tündéreket és fiúkat. Néhány nappal később Daphne az Auditóriumba, a mágikus univerzum legrangosabb koncerttermébe viszi az Alfea növendékeit. Selina megidézi a pokoli lárma manóit, amik förtelmes ricsajt csapva legyengítik a tündéreket. Tecna és Musa különbségeiket félretéve elcsalják az Auditóriumból a manókat, majd Musa énekhangjával legyőzi őket. Tettükért a két lány is megszerzi a Bloomixot. A Trix ezután Eraklyon varázsiskoláját támadja meg, ám Diaspro csatlakozik a boszorkányokhoz. |    |                                                                                     |                    |                      |              |
| 136 | 6  | „Lángok örvénye” “Vortex of Flames / I Mangiafuoco”                                 | 2014. február 14.  | 2014. szeptember 14. | 606          |
| Domino királyságában éppen Daphne koronázási ceremóniája zajlik. A trónörökös ráadásul egyre közelebb kerül Thorenhez, Sky unokatestvéréhez, akit azonban a herceg nem kedvel egy gyerekkori rossz emlék miatt. Bloom, mivel megosztotta erejét barátaival, rendkívül gyenge, amit a Trix igyekszik kihasználni: Selina megidézi a királyi palota alatt található Lángok Örvényében élő tűznyelőket, Diaspro pedig elhiteti a harc során elájuló Bloomra vigyázó Thorennel, hogy a lány csak akkor nyerheti vissza az erejét, ha az örvénybe vetik. A Winx lányok és Sky igyekeznek megállítani Diasprót, de elkésnek. Bloom azonban az örvényben aktiválja a Bloomix erejét és legyőzi a tűznelőket. Az ünneplés folytatódik, Thoren és Sky pedig kibékülnek. |    |                                                                                     |                    |                      |              |
| 137 | 7  | „Az elveszett könyvtár” “The Lost Library / La biblioteca perduta”                  | 2014. február 17.  | 2014. szeptember 21. | 607          |
| Faragonda beszámol a Winxnek a Legendáriumról és a Földre küldi őket, hogy megtalálják a tündérek istennőjének naplóját, ami elárulja, hogyan lehet bezárni a meséket őrző könyvet. A Winx lányok, Daphne és három másik Alfea-növendék elindulnak megkeresni Alexandria könyvtárát, ahol a napló rejtőzik. A lányokat kísérő tündérek helyét azonban a Trix veszi át, míg Selina a Felhőtoronyból követi az eseményeket. A könyvtárba érve a Legendáriumból előhívott ókori múmiák várják az Alfea tündéreit. |    |                                                                                     |                    |                      |              |
| 138 | 8  | „A szfinx támadása” “Attack of the Sphinx / L'attaco Della Sfinge”                  | 2014. február 10.  | 2014. szeptember 28. | 608          |
| A lányok sikeresen megküzdenek a múmiákkal, Selina azonban életre kelti a Szfinxet. Acheron, a Legendáriumba zárt hatalmas varázsló és Selina mestere Alexandriába küldi a lányt, hogy szerezze meg a naplót a tündérek előtt, különben soha nem fog tudni kiszabadulni a könyvből. A Winxnek sikerül elcsalnia a lakott területről a Szfinxet, de a csata során a varázslény beomlasztja a talajt, így Bloom gyorsan a könyvtárba siet, hogy megszerezze a naplót, mielőtt a föld végleg betemetné. Meglepetésére a könyvtárban találja Selinát, gyerekkori barátnőjét, akiről nem sejti, hogy gonosz. A könyvtár összeomlása okozta porfelhőt kihasználva Selina kereket old, Bloom azonban épp időben megtalálja a tündérek istennőjének naplóját. |    |                                                                                     |                    |                      |              |
| 139 | 9  | „A zöld sárkány szentélye” “Shrine of the Green Dragon / Il Tempio del Drago Verde” | 2014. március 3.   | 2014. október 5.     | 609          |
| A Winx, Daphne és a pixik folytatják a tündérek istennője, Eldora utáni kutatásukat. Ezúttal Kínába mennek, hogy felkeressék a Zöld Sárkány Szentélyét, ahol korábban Eldora is megfordult. A lányok betérnek egy étterembe, hogy megtudják, hol található a templom, de a Trix altatót kever az ételükbe. A pixik azonban leleplezik a boszorkányokat, akik nyomban kereket oldanak. A tündérek a Szentélyhez mennek, ahol Lu Wei, az utolsó sárkányidomár fogadja őket, ám először elzárkózik a segítségnyújtástól. Miután azonban a Winx megszelidíti a Selina által idézett zöld sárkányokat, Lu Wei megnyílik a lányok előtt. Elárulja nekik, hogy Eldora visszavonult kedvenc virágai közé, ám mikor megmutatja a tündéreknek a különös növényt, még Flora sem ismeri fel azt. |    |                                                                                     |                    |                      |              |
| 140 | 10 | „A titkos üvegház” “The Secret Greenhouse / La serra di Alfea”                      | 2014. március 10.  | 2014. október 12.    | 610          |
| Az Alfeába visszatérve a Winx Palladium professzortól megtudja, hogy Eldora egykor növénytant oktatott az iskolában, ezért a tündérképző üvegházában folytatják a nyomozást. Találkoznak azonban Selinával, aki azt állítja, a Trix elfogta őt mint Eldora tanítványát, és Bloom védelmét kéri a boszorkányokkal szemben. Az üvegházban Selina átkot szór a növényekre, amik így a Winx lányokra támadnak, Florát, a növények szakértőjét pedig súlyosan megsebesítik. Bloom és Selina elsiet, hogy ellenszert szerezzen Florának, ám Selina halálos mérget készít és ad át Bloomnak. Ezalatt Roxy megtöri a Griffinen ülő varázslatot, akitől Sky megtudja, hogy Selina a Trix oldalán áll. A fiú éppen időben ér az üvegházba: pont megakadályozza, hogy Bloom beadja Florának a halálos mérget. Palladium valódi ellenszerrel meggyógyítja az eszméletlen tündért, aki magához térve lecsillapítja az üvegház tomboló növényeit. Bloom önmagát hibáztatja a történtek miatt és elhatározza, hogy elhagyja az Alfeát.                                                                |    |                                                                                     |                    |                      |              |
| 141 | 11 | „Összetört álmok” “Broken Dreams / Sogni infranti”                                  | 2014. március 17.  | 2014. október 19.    | 611          |
| Bloom hiányában a Winx lányok között feszült a hangulat. A pixik elhatározzák, hogy Gardeniába mennek és visszahozzák a lányt az Alfeába. Bloom egy régi gyerekkori rajzon megpillantja a keresett virágot és rájön, hol él Eldora. Eközben a Trix Bloom gyengeségét kihasználva szeretne végleg leszámolni a tündérrel. Selina megidézi az éjszaka gyermekeit, vámpírokat, akik hipnotizálják és Bloom ellen fordítják Gardenia lakóit. A pixik harcba bocsátkoznak a zombikkal, Bloom pedig megérzi, hogy Lockette bajban van és a segítségére siet. Ezalatt az Alfea üvegházában Flora felfedezi, hogy Eldora kedvenc virága, a Lanusia kizárólag a Földön nyílik. |    |                                                                                     |                    |                      |              |
| 142 | 12 | „Fények az árnyékban” “Shimmer in the Shadows / Il figli della notte”               | 2014. március 24.  | 2014. október 26.    | 612          |
| A Winx lányok megmentik Bloomot és a pixiket a vámpíroktól, majd segítséget kérnek Daphnétól az éjszaka gyermekeinek legyőzéséhez. A mágiatörténet tanár felfedi előttük, hogy a vámpírok gyenge pontja a napfény, a lányoknak viszont nincs ideje megvárni a napfelkeltét. Az éjszaka gyermekei után kutatva egy középkori jelmezversenbye botlanak és Stella azonnal be is nevez. Közben azonban a vámpírok elfogják a többi tündért, Stella pedig a segítségükre siet és Solaria napjának napjának erejével legyőzi az éjszaka gyermekeit és felszabadítja az irányításuk alatt álló embereket. A lányok éppen időben érnek vissza a jelmezversenyre, ahol Stella meg is nyeri a fődíjat. |    |                                                                                     |                    |                      |              |
| 143 | 13 | „A tündérek istennője” “The Fairy Godmother / La Fata Madrina”                      | 2014. március 31.  | 2014. november 2.    | 613          |
| A Winx lányok megtalálják Eldorát, aki elmeséli nekik, hogy Selina egykor a tanítványa volt, ám a Legendáriumba zárt Acheron a hatalmába kerítette és a kígyók boszorkányává változtatta a lányt, aki a könyvvel együtt megszökött. Eldora beszámolója alatt a Trix és a Selina által idézett szellemek megtámadják a tündéreket, de a tündérek istennője elűzi a szörnyeket. A Winx és Eldora szövetkeznek, hogy megállítsák Selinát és lezárják a Legendáriumot. |    |                                                                                     |                    |                      |              |
| 144 | 14 | „Mythix” “Mythix”                                                                   | 2014. április 7.   | 2014. november 9.    | 614          |
| Eldora beszámol a Winxnek a Mythix erejéről, amivel képesek lehetnek belépni a Legendárium világába. A tündérek Tir Nan Og szigetére utaznak, ahol a Mythixet őrző tündérpálcák nyugszanak. Nebulától megtudják, hogy a pálcák csak az általuk méltónak ítélt tündéreknek fedik fel az erejüket. Ekkor azonban a Trix megtámadja a Tir Nan Og-i tündériskolát, Selina pedig kísérletet tesz Bloom erejének megszerzésére, hogy azzal kiszabadíthassa Acheront a Legendáriumból. A Winx azonban legyőzi a boszorkányokat, elnyerve a Mythix pálcák tetszését. Új erejükkel belépnek a Legendárium világába, ahol a megtudják, hogy a könyv lezárásához szükséges kulcshoz meg kell szerezniük a Fantázia Smaragdot és az Ezüst Szablyát. |    |                                                                                     |                    |                      |              |
| 145 | 15 | „Calavera rejtélye” “Mystery of Calavera / Il misterodi Calavera”                   | 2014. július 31.   | 2014. november 16.   | 615          |
| A Winx és a Specialisták Calavera szigetére utaznak, hogy megtalálják a Fantázia Smaragdot. Rájönnek, hogy az elhagyatott kalózhajón található varázstárgy csak a Legendárium világában létezik, így behatolnak a mesék birodalmába. Selina felajánlja, hogy beküldi a Trixet a Legendáriumba, hogy megfékezhessék a tündéreket, de nem szól nekik arról, hogy ha túl sokáig tartózkodnak a könyv világában, akkor örökre ott ragadnak. A mesék birodalmában azonban élőhalott kalózok támadnak a Winx lányokra és a boszorkányokra. |    |                                                                                     |                    |                      |              |
| 146 | 16 | „Zombitámadás” “Zombie Invasion / L'invasione degli Zombie”                         | 2014. augusztus 1. | 2014. november 23.   | 616          |
| A Winx és a Trix is kénytelen szembeszállni a kalózokkal, de felbukkan Eldora és figyelmezteti a lányokat, hogy nem maradhatnak túl sokáig a Legendárium világában, különben örökre ott ragadnak. A boszorkányok ezt meghallva elhagyják a könyv birodalmát, majd kérdőre vonják Selinát, amiért az nem említette nekik a Legendárium veszélyeit. Miközben a tündérek a zombikalózokkal viaskodnak, Bloom rábukkan a smaragdra, így a lányok visszatérhetnek Calaverára. Selina azonban a szigetre szabadítja az élőhalottakat, ám a Winx a helyi lakosok segítségével elűzik a kalózokat. |    |                                                                                     |                    |                      |              |
| 147 | 17 | „A félelem városának átka” “The Curse of Fearwood / La maledizione di Fearwood”     | 2014. augusztus 1. | 2014. november 30.   | 617          |
| A Winx és a Specialisták a kanadai Fearwoodba utaznak, hogy megkeresse a Legendárium lezárásához szükséges Ezüst Szablyát őrző totemoszlopot. Selina azonban életre hívja a város legendáját, így a lakosok vérfarkasokká alakulnak, amiket csak a totem képes visszaváltoztatni emberré. Az oszlop azonban csak a Legendárium világában létezik. A lányok nem akarnak ártani a helyieknek, ezért csak menekülnek a farkasemberek elől. Icy viszont útjukat állja és a csata során jéggé dermeszti Helia szívét, majd magával viszi a fiút a Legendáriumba. Flora egymagában behatol a mesevilágba, hogy legyőzze a Icyt, a Jégkirálynőt és megmentse kedvesét. |    |                                                                                     |                    |                      |              |
| 148 | 18 | „A mágikus totem” “The Magic Totem / Il totem magico”                               | 2014. augusztus 1. | 2014. december 7.    | 618          |
| Florának sikerül kiszabadítania Heliát a Legendáriumból és a totemoszlopot is magával viszi a valóságba. A vérfarkasok átka megtörik, azonban Helia szívébe fúródva marad egy jégszilánk, amitől a fiú agresszívvá válik. Icy ismét megjelenik és lefagyasztja az egész várost, ám Flora legyőzi a jégboszorkányt és kiolvasztja Fearwoodot és Helia szívét. A lányok megszerzik az Ezüst Szablyát és megalkotják a Legendárium kulcsát. |    |                                                                                     |                    |                      |              |
| 149 | 19 | „A nap királynője” “Oueen for a Day / Regina Per un Giorno”                         | 2014. augusztus 2. | 2014. december 14.   | 619          |
| A Legendárium kulcsával a birtokukban a Winx lányok a Felhőtoronyba veszik az irányt, hogy végleg lezárják a könyvet, ám Darcy láthatatlanná varázsolja a boszorkányiskolát. A tündérek úgy döntenek, Solaria könyvtárában utána néznek, hogyan törhetik meg a bűbájt, de tartanak tőle, hogy Radius király nem engedélyezi számukra a kutatást. Aznap azonban éppen Stella gyakorolja a királynői teendőket Solariában, így a lányok hozzáférést kapnak a könyvtárhoz. Stellának kissé a fejébe száll a hatalom, ráadásul Selina életre hívja az elvarázsolt tükröt, amitől Stella gonosz királynővé válik és meghívja a boszorkányokat a palotába. Brandonnal is összeveszik, ám a vita során a tükör összetörik, Stella pedig visszanyeri öntudatát. Darcy azonban ellopja tőle a koronát és magával viszi a Legendárium világába. Stella követi őt a mesék birodalmába, ahol egy hatalmas labirintusban találja magát. |    |                                                                                     |                    |                      |              |
| 150 | 20 | „Stella hatalmas partija” “Stella's Big Party / Il Banchetto di Solaria”            | 2014. augusztus 2. | 2014. december 21.   | 620          |
| A labirintusban Stellának szembe kell szállnia a Minotaurusszal, majd az Ariadnéként megjelenő Darcyval. Sikerül visszaszereznie a koronát, de a labirintusból nem találja a kijáratot. Ekkor megjelenik Eldora és Stellának ad egy fonálgombolyagot, ami kivezeti a lányt az útvesztőből. A valóságba visszatérve Stella bocsánatot kér barátaitól és Solaria népétől, engesztelésképpen pedig egy ünnepséget rendez a királyi udvar számára. Selina azonban megidézi a Gargantuát, ami mindent felfal az ünnepségen. A Winxnek sikerül megállítania a szörnyet, végül pedig szerveznek egy romantikus vacsorát Stellának és Brandonnak, hogy megünnepeljék évfordulójukat. |    |                                                                                     |                    |                      |              |
| 151 | 21 | „Legyőzni a szörnyeteget” “A Monster Crush / Un Amore Mostruoso”                    | 2014. augusztus 2. | 2014. december 28.   | 621          |
| A Winx lányok Zenithre utaznak, hogy elkérjenek Tecna szüleitől egy szerkentyűt, ami képes felfedi a láthatatlan Felhőtorony hollétét. Tecna Timmyt is magával viszi, hogy bemutassa a szüleinek. Selina azonban a városra szabadítja Frankenstein szörnyét, de a teremtmény beleszeret Tecnába és magával viszi a tündért a Legendáriumba. A Winx lányok követik a szörnyet, de a mesevilágban a Frankenstein menyasszonyaként megjelenő Stormy állja az útjukat. Tecnának sikerül elérnie, hogy a szörny a boszorkányba szeressen bele, a tündérek pedig visszatérnek a valóságba és magukkal viszik a Timmy által megjavított spektografikus lokalizátort. |    |                                                                                     |                    |                      |              |
| 152 | 22 | „A zenei klub” “The Music Cafe / Music Café”                                        | 2014. augusztus 3. | 2015. január 4.      | 622          |
| Musa és Riven kapcsolata ismét nehézkessé válik, ráadásul a lány nem találja a helyét az Alfeában. Rábukkan azonban az iskola elhagyott zenetermére és énekhangjával életre kelti a hangszereket. A Trix ezalatt támadást indít az Alfeával szemben, ám Musa megtanítja a növendékeket zenélni, amivel visszaverik a boszorkányokat. Selina megidézi Rumpelstiltskint, a ravasz törpét, aki ellopja Musa hangját és magával viszi a Legendáriumba. A Winx lányok követik őt a mesevilágba, Musát kivéve, aki a hangja nélkül nem tud átváltozni. A törpe azonban csak valami nagyon értékes dologért cserébe hajlandó visszaadni Musa hangját. |    |                                                                                     |                    |                      |              |
| 153 | 23 | „A himnusz” “The Anthem / L'inno di Alfea”                                          | 2014. augusztus 3. | 2015. január 11.     | 623          |
| Rumpelstiltskin a Legendárium kulcsát kéri Musa hangjáért cserébe, a lányoknak azonban időre van szükségük, hogy átgondolják a döntésüket. Eközben a Trix és a Felhőtorony boszorkányai tovább ostromolják az Alfeát, de Musa a hangja nélkül is olyan darabot komponál, ami megvédi az iskolát a támadásoktól. A Winx tündérek végül odaadják a ravasz törpének a Legendárium kulcsát, mert barátnőjüket fontosabbnak tartják. Musa visszakapja a hangját, azonban szakít Rivennel, aki hosszú önismereti útra indul. |    |                                                                                     |                    |                      |              |
| 154 | 24 | „A legendás párbaj” “Legendary Duel / Scontro fra campioni”                         | 2014. augusztus 3. | 2015. január 11.     | 624          |
| A Winx lányok értékes varázstárgyak után kutatnak, amit elcserélhetnének a Legendárium kulcsára. Eközben Tecna a spektografikus lokalizátorral ismét láthatóvá teszi a Felhőtornyot és a boszorkányokat, ezért Icy alkut ajánl: az Alfea legerősebb tündére és a Felhőtorony legerősebb boszorkánya párbajozzanak, a nyertes pedig dönthet a másik iskola sorsáról. Bloom és Selina állnak ki egymással szemben, de a harc előtt a boszorkány életre kelti az Alfea bajnokait, akik a tündériskola ellen fordulnak. Aisha úgy véli, hogy ha az Alfea tünderéi mind összekapcsolódnak a pixikkel, akkor elég erőre tehetnek szert a bajnokok legyőzéséhez, ezért kiszabadítja a Legendáriumba zárt pixiket. A kistündérek erejével az Alfea növendékei felülkerekednek a bajnokokon. Eközben Selinának sikerül megszereznie egy lángotcsóvát Bloom erejéből. Feladja a párbajt és a Felhőtoronyba siet, hogy kiszabadítsa Acheront. Mivel Bloom nyert, úgy rendelkezik, hogy a Trix hagyja békén az Alfeát.                                                                             |    |                                                                                     |                    |                      |              |
| 155 | 25 | „Acheron” “Acheron”                                                                 | 2014. augusztus 3. | 2015. január 25.     | 625          |
| A Winx lányok Daphne és Thoren esküvőjére készülnek, ám a ceremóniát megzavarja a hír, hogy Acheron kiszabadult a Legendáriumból, Selina ellen fordult, a Trixet elzárta a könyv világába, a repülő Felhőtorony pedig zuhanni kezdett. A tündérek a boszorkányképzőhöz sietnek, de a gonosz varázsló háromfejű gyíkká változtatja az iskolát. Míg a Winx a szörnnyel küzd, Bloom és Acheron a Legendárium világában csap össze. Bloom elzárja a varázslót a végtelenség dobozába, amit Eldorától kapott, majd elcseréli azt a Legendárium kulcsáért Rumpelstiltskinnel. A tündér azonban még nem térhet vissza a valóságba, ugyanis először a könyvben ragadt Trixszel kell szembeszállnia. |    |                                                                                     |                    |                      |              |
| 156 | 26 | „Mindörökké Winx” “Winx Forever / Winx per Sempre”                                  | 2014. augusztus 4. | 2015. február 1.     | 626          |
| A Winx küzdelme a háromfejű gyíkkal hiábavalónak tűnik, de Selina szabadjára engedi a Felhőtorony által leigázott varázsiskolák elzárt erejét, így sikerül legyőzniük a meggyengült szörnyet. Eközben Bloom kiszabadul a Trix csapdájából és visszatér a valóságba, míg a boszorkányok a Legendárium világában ragadnak. Selina lezárja a könyvet és visszaadja Eldorának, aki ismét tanítványául fogadja a lányt. A Winx lányok visszatérnek Dominóra megünnepelni Daphne és Thoren egybekelését. |    |                                                                                     |                    |                      |              |

## Hetedik évad
| # | #  | Magyar cím angol cím / olasz cím                                                            | Eredeti vetítés      | Magyar vetítés    | Gyártási kód |
| --- | -- | ------------------------------------------------------------------------------------------- | -------------------- | ----------------- | ------------ |
| 157 | 1  | „Az Alfea természetvédelmi park” “The Alfea Natural Park / Il parco naturale di Alfea”      | 2015. szeptember 21. | 2015. október 12. | 701          |
| Faragonda igazgatónő megmutatja a Winxnek és Roxynak az Alfea Természetvédelmi Parkot, ahol a tündérállatok békében élhetnek. A parkban az ásónyúllal, egy különleges állatfaj utolsó példányával találkoznak. Egy ismeretlen ragadozó madár azonban áthatol a parkot védő energiapajzson és elragadja a varázslényt. A búvóhelyére érve a madár egy Kalshara nevű macskanővé változik, aki öccsével, Brafilius gyűjti és fogvatartja a varázsállatokat. |    |                                                                                             |                      |                   |              |
| 158 | 2  | „A tündérlányok felnőnek” “Young Fairies Grow Up / Giovani fate crescono”                   | 2015. szeptember 21. | 2015. október 13. | 702          |
| Faragonda elmondja a lányoknak, hogy minden egyes varázsállat fontos a mágikus univerzum egyensúlyának fenntartásához, ezért mindannyiuknak ad egy-egy emlék ékkövet, amivel képesek a múltba utazni és megmenteni az ásónyulakat. A Winx és Roxy a múltbeli Alfeába utazik, ahol találkoznak a fiatal Faragondával és Griseldával. A bolondos Faragonda éppen egy varázsállat-bemutatóra készül, de idomítatlan ásónyula megzavarja a többi állatot. A felfordulást a Winx és Roxy beavatkozása csillapítja le, ám Faragonda ásónyula eltűnik. |    |                                                                                             |                      |                   |              |
| 159 | 3  | „A pillangók ereje” “Butterflix”                                                            | 2015. szeptember 22. | 2015. október 14. | 703          |
| A fiatal Faragonda osztálytársnője, Kalshara tanácsára ellopja a varázsállatok titkát rejtő könyvet az igazgatónő irodájából, hogy kiderítse, hova menekülhetett ásónyula. Kalshara megígéri Faragondának, hogy visszaviszi a könyvet az igazgatói irodába, ám helyette a Vadvilág mágiájának tanulmányozásába kezd, hogy megszerezze a Végtelen Hatalmat. Az egyik átalakulás tanórán Bloom felismeri a madárrá változó Kalsharában az ásónyúl elrablóját. A lányok ezután az ásónyulaj rejtekhelyére kísérik Faragondát, ahol azonban Brafilius a természet erejét rászabadítja a varázsállatokra. A Winx lányok elnyeri a Pillangók Erejét, a Butterflixet, ami a természettel alkotott harmóniának hála elég erőt biztosít a tündéreknek az ásónyulak megmentésére. Faragonda úgy dönt, szabadon engedi saját ásónyulát, az Alfea igazgatója pedig kitörli az iskola növendékeinek emlékét, hogy soha többé ne tartsák fogságban a varázsállatokat. |    |                                                                                             |                      |                   |              |
| 160 | 4  | „Az univerzum első színe” “The First Color of the Universe / Il primo colore dell'universo” | 2015. szeptember 22. | 2015. október 15. | 704          |
| A Winx lányok múltbeli ténykedéseinek hála az ásónyulakat többé nem veszélyezteti a kihalás. Kalshara és Brafilius az elfogott ásónyulat faggatják, hogy elárulja nekik a tündérállatok Végtelen Hatalmának megszerzésének titkát. Ezalatt a Winx, Roxy képességeinek hála, megtudja, hogy a Végtelen Hatalomhoz először az univerzum első színét kell megtalálniuk, így a legősibb állat keresésére indulnak az Alfea Természetvédelmi Parkban. Brafilius is megjelenik azonban a parkban és követni kezdi a lányokat, ám a szóra bírt ásónyúl megszökik előle és figyelmezteti a tündéreket a gonosz jelenlétére. Míg a Winx és a Specialisták egy Brafilius által felzaklatott aggastyán teknőst igyekeznek lecsillapítani, addig Roxy folytatja a legöregebb varázsállat utáni kutatást, Brafilius azonban ellopja tőle az emlék ékkövet. |    |                                                                                             |                      |                   |              |
| 161 | 5  | „Egy barát a múltból” “A Friend from the Past / Un amico dal passato”                       | 2015. szeptember 23. | 2015. október 16. | 705          |
| Brafilius az ellopott emlék ékkővel a múltba utazik, hogy megtalálja a Roxy által azonosított pityogót, egy ősi varázsállatot. A Winx követi őt az őskorba és meg is találják a tündérállatot, de a varázsló egy hatalmas pókot küld rájuk, ami hálójával csapdába ejti a lányokat, Aishát kivéve, aki megmenti barátait és a pityogót. A tündér és a varázsállat között kapcsolat alakul ki és Aisha képessé válik kommunikálni a pityogóval, azonban nem ő a tündérállat, akit keresnek. A pityogó Aishával tart a jelenbe, a lány pedig elnevezi Squonknak. |    |                                                                                             |                      |                   |              |
| 162 | 6  | „Kaland Lynpheán” “Adventure on Lynphea / Avventura su Lynphea”                             | 2015. szeptember 23. | 2015. október 19. | 706          |
| Roxy kifejleszt egy mágikus rendszert, ami képes jelen időben érzékelni, ha egy varázsállatfaj veszélyben van. Értesíti a Winx lányokat, hogy a lynpheai mágifarkasokat baj fenyegeti, így a tündérek Flora bolygójára utaznak. A lány szülei éppen két mágifarkast gyógyítanak, akiket mutáns gombák spórája fertőzött meg. Flora apja orchidea magokat ad a tündéreknek, amivel visszaállíthatják a természet egészségét. Flora húga, Miele is a lányokkal akar tartani, de nővére túl veszélyesnek ítéli a helyzetet és nem engedi. A Winx a vadvilág mágiájával fertőzött erdőben hamar a mutáns gombák fogságába esik. |    |                                                                                             |                      |                   |              |
| 163 | 7  | „Óvakodj a farkastól” “Beware of the Wolf / Attenti al Magilupo”                            | 2015. szeptember 24. | 2015. október 20. | 707          |
| Miele a Winx lányok segítségére siet és a Flora által elejtett varázsmagokkal helyreállítja az erdőt. A tündérek megtalálják a vadvilág mágiájának forrását, majd Flora a Pillangók Erejével megtisztítja a természetet, kiszabadítja a mutáns gombák által fogságba ejtett mágifarkasokat és kapcsolatot alakít ki egyikükkel, Amarokkal. |    |                                                                                             |                      |                   |              |
| 164 | 8  | „Vissza a középkorba” “Back in the Middle Ages / Ritorno al medioevo”                       | 2015. szeptember 24. | 2015. október 21. | 708          |
| A Winx lányok a középkori Itáliába utaznak, hogy megtalálják a tollasmacskát, egy újabb varázsállatot. Rá is bukkannak a tündérállatra az erdőben, azonban a királyi hadsereg üldözi a macskát és mindent, ami a mágiával kapcsolatos, így a lányokat is megtámadják. A tollasmacska ezalatt megszökik, a tündérek pedig középkori ruhákba bújnak, hogy beolvadjanak a környezetbe. Musa a macska keresésére indul és egy színésztársulatra bukkan. Beleszeret az Orlando nevű lantos ifjúba, aki ráadásul jó viszonyt ápol a keresett tündérállattal. A Winx a fiú segítségét kéri a tollasmacska felkutatásában, cserébe pedig eljátsszák a tündéreket a társulat előadásában. |    |                                                                                             |                      |                   |              |
| 165 | 9  | „A tündérmacska” “The Fairy Cat / Il Gatto magico”                                          | 2015. szeptember 25. | 2015. október 22. | 709          |
| Orlando egy tópartnál zenélni és énekelni kezd, ezzel előcsalogatva a tollasmacskát. Ekkor azonban megjelenik Brafilius, aki víziszörnyeket szabadít a Winx lányokra. Musa megmenti a zenészt és a varázsállatot és kapcsolatot létesít a tollasmacskával, Crittyvel, aki azonban nem az univerzum első színét birtokló tündérállat. |    |                                                                                             |                      |                   |              |
| 166 | 10 | „Csapdában a lányok” “Winx Trapped / Winx in trappola”                                      | 2015. szeptember 25. | 2015. október 23. | 710          |
| Mikor megtudja, hogy Brafilius kudarcot vallott, Kalshara dühbe gurul és maga indul az Alfeába, hogy elrabolja a tollasmacskát. A lányok a Musa és Critty közti telepatikus kapcsolatnak hála követik az alakváltót a rejtekhelyére, ahol azonban Kalshara hipnotizálta a korábban elfogott tündérállatokat és a Winx ellen fordította őket. Stella, aki korábban elvált társaitól, hogy egy Ragyogás nevű madarat kövessen, a Pillangók Erejével megtöri a varázsállatokon ülő átkot és kapcsolatot alakít ki a madárral. Kalshara beomlasztja a barlangot, de a Winx lányok időben kimentik a tündérállatokat, akiket az Alfea Természetvédelmi Parkban helyeznek el. |    |                                                                                             |                      |                   |              |
| 167 | 11 | „Küldetés a dzsungelben” “Mission in the Jungle / Missione nella giungia”                   | 2015. szeptember 26. | 2015. október 26. | 711          |
| A Winx lányok a szumátrai tigrisek megmentésére sietnek, akiket a vadvilág mágiája által szörnyekké változtatott orvvadászok veszélyeztetnek. Stella a Pillangók Erejével visszaváltoztatja az orvvadászokat, a tigriseket pedig az Alfea Természetvédelmi Parkban helyezik biztonságba. |    |                                                                                             |                      |                   |              |
| 168 | 12 | „Tecna tündérállata” “A Fairy Animal for Tecna / Un animale fatato per Tecna”               | 2015. szeptember 26. | 2015. október 27. | 712          |
| A játékos Amarok véletlenül összetöri Roxy egyik technomágikus gömbjét, így a tündér nem képes azonosítani a veszélyeztetett állatokat. A Winx lányok Zenithre utaznak, hogy megjavítsák a szerkezetet. Ezalatt Kalshara a múltbeli Zenithre küldi Brafiliust, mert úgy véli, az univerzum első színét birtokló tündérállat olyan helyen lehet, ahol a jelenben már nem élnek állatok. A varázsló kiszakítja Flittert, a technomókust a Zenith magjából, amitől a jelenben megbolondul a technomágia. A tündérek a múltba utaznak, ahol Tecna a Pillangók Erejével helyreállítja a mag egyensúlyát. Tecna kapcsolatba kerül Flitterrel, aki egy szempillantás alatt megjavítja Roxy varázsgömbjét. |    |                                                                                             |                      |                   |              |
| 169 | 13 | „Az egyszarvú titka” “The Unicorn's Secret / Il segreto dell'unicorno”                      | 2015. szeptember 27. | 2015. október 28. | 713          |
| A Winx lányok Kínába utaznak, hogy megmentsék a pandákat, amiket veszély fenyeget. A bambuszerdőben találkoznak egy lánnyal, aki a kispandákat védelmezi és aki nagyon ellenséges a tündérekkel szemben. Az állatokat a vadvilág mágiája fenyegeti: a sötét erő megfertőzte a bambuszerdő tavát, amiből egy unikornis is ivott és ezáltal tomboló szörnnyé változott. Bloom megmenti a pandákat védelmező lányt, kapcsolatot alakít ki az egyszarvúval, Elassal, akit így felszabadít a vadvilág mágiája alól. Az unikornis visszaállítja a tó egészségét, a tündérek pedig barátsággal búcsúznak az erdőben megismert lánytól. |    |                                                                                             |                      |                   |              |
| 170 | 14 | „Kristály átalakulás” “Tynix Transformation / Potere Tynix”                                 | 2015. szeptember 27. | 2016. április 11. | 714          |
| Roxynak hála a tündérállatok között létrejön a harmónia. Az együttműködés hatására felfedezik, hogy ők a Végső Hatalom őrzői és olyan ékkövekkel kirakott karkötőket ajándékoznak a Winx lányoknak, amikkel képesek aktiválni a Tynixot, a Kristályok Erejét, ami lehetővé teszi számukra a miniatűr világokban való utazást. Ekkor azonban Roxy értesíti a tündéreket, hogy Pyros sárkányaira veszély leselkedik: Kalshara és Brafilius elrabolta a varázslényeket éltető mágikus tüzet. A lányok Pyrosra sietnek, ahol Kalshara alkut ajánl nekik: hagyják szabadon elmenni és ő cserébe visszaállítja az éltető tüzet. |    |                                                                                             |                      |                   |              |
| 171 | 15 | „Varázskövek” “Magic Stones / Le pietre magiche”                                            | 2015. szeptember 28. | 2016. április 12. | 715          |
| A Winx lányok nem fogadják el Kalshara ajánlatát, helyette a Tynix erejével belépnek a varázstűz miniatűr világba. Bloom és Elas erejüket egyesítve legyőzik a lángot meggyengítő tűzvámpírt, az unikornis ereje pedig szintet lép és szarva ezüstszínűre változik. Kalshara és Brafilius rájönnek, hogy nem a sárkányok birtokolják az univerzum első színét és még a tündérek visszatérte előtt eliszkolnak. |    |                                                                                             |                      |                   |              |
| 172 | 16 | „Visszatérés a Paradicsom Öbölbe” “Back to Paradise Bay / Ritorno a Baia Paradiso”          | 2015. szeptember 28. | 2016. április 13. | 716          |
| A Winx lányok és a Specialisták éppen a Paradicsom Öbölben lazítanak, amikor Roxy értesíti őket, hogy a környék ökoszisztémája nagy veszélyben van. A tündérek a kiszáradt erdőt látva belépnek a minivilágba, ahol azonban a tündérállatok őket hibáztatják a természet pusztulásáért. |    |                                                                                             |                      |                   |              |
| 173 | 17 | „Cseppben a tenger” “Lost in a Droplet / Viaggio in una goccia”                             | 2015. szeptember 29. | 2016. április 14. | 717          |
| A miniatűr tündérállatok Stellát okolják a természet pusztulásáért, hiszen Brandon olyan virágokat tépett le számára, amik felelősek a sziget ökoszisztémájának egyensúlyáért. A lányoknak ezért új virágmagokat kell elültetniük a cseppek világában, ám ott szennyezett buborékok keresztezik az útjukat. Aisha és Squonk erejüket egyesítve megsemmisítik a fenyegető buborékokat, így a tündérek elültethetik a virágmagokat és visszaállíthatják a természet egyensúlyát a Paradicsom Öbölben. |    |                                                                                             |                      |                   |              |
| 174 | 18 | „Banánok napja” “Banana Day / Il rapimento di Stella”                                       | 2015. szeptember 29. | 2016. április 15. | 718          |
| A Winx lányok és a Specialisták egy csapat lemúrt visz vissza a természetes élőhelyére, amikor Kalsharába és Brafiliusba botlanak. A varázsló bűbájt szór az erdő összes banánfájára, amik gyümölcsei így szörnyekké változnak. A tündérek azonban nem tudják visszaváltoztatni a banánt a Pillangók Erejével sem, ezért elutaznak a múltba, hogy heyreállítsák a lemúrok élelmét biztosító fákat. Ott azonban egy hatalmas lemúr elragadja Stellát és a lányok csak úgy tudnak megszabadulni tőle, hogy magukkal viszik a jelenbe. Az óriáslemúr megeszi az összes mutáns banánt, Flora pedig a múltból hozott banánt felhasználva új gyümölcsöző erdőt teremt. |    |                                                                                             |                      |                   |              |
| 175 | 19 | „Magix szivárványa” “The Magix Rainbow / L'arcobaleno di Magic”                             | 2015. szeptember 30. | 2016. április 18. | 719          |
| A Winx lányok éppen egy fogadáson vesznek részt Domino palotályában, mikor Roxy értesíti őket, hogy a graynori szivárványsörényű bajban van. Kalshara és Brafilius szeretnék elrabolni a varázsállat erejét, ám ez felborítja a tündérmágia és a vadvilág mágiája közötti, a szivárványsörényű által őrzött egyensúlyt. A Winx behatol a szivárványok miniatűr világába, ahol az apró tündérállatok harmonikus mozgása teljesen összezavarodott. Musa és Critty erejüket kombinálva helyreállítják az egyensúlyt, a szivárványsörényű pedig elárulja a lányoknak, hogy az univerzum első színét és a végtelen hatalmat birtokló tündérállat összefüggésben áll a tündérek varázserejével. A közelben lapuló Kalshara és Brafilius kihallgatja a beszélgetést és arra jutnak, hogy a Winx tündérek egyik varázsállata lehet a keresett teremtmény. |    |                                                                                             |                      |                   |              |
| 176 | 20 | „Bébi Winx” “Baby Winx”                                                                     | 2015. szeptember 30. | 2016. április 19. | 720          |
| Kalshara fókának álcázva magát bejut Gardenia állatvédelmi parkjába, hogy elrabolja a Winx lányok tündérállatait. Miközben Roxy körbevezeti a látogatókat a parkban, Brafilius kislányokká változtatja a Winx tündéreket, hogy ne tudják megvédeni varázsállataikat. A lányok eleinte nehezen koncentrálnak a feladatukra, de kisgyerekként is sikerül megállítaniuk Kalsharát és Brafiliust és kiszabadítani a tündérállatokat. A Winx lányokat Elas változtatja vissza. |    |                                                                                             |                      |                   |              |
| 177 | 21 | „A világ a feje tetejére áll” “It's a Crazy, Crazy World / Pazzo, pazza mondo”              | 2015. október 1.     | 2016. április 20. | 721          |
| A Winx az Alfeába készül, ám előbb meg kell menteniük az éghajlatváltozás miatt veszélyben lévő darvakat Etiópiában. Ahogy a sivatagba érnek, a négy évszakra jellemző időjárási jelenségek hirtelen váltakozását tapasztalják. A tündérek behatolnak az időjárás miniatűr világába, ahol a négy évszakot működtető tündérállatok egyszerre vannak ébren és háborúznak egymással. Az anomáliát az okozza, hogy minden évszakhoz tartozó területen fénylik egy-egy nap ahelyett, hogy egy nap mozogna körbe azok között. Tecna és Flitter azonban erejüket egyesítve elpusztítják a három felesleges napot és helyreáll a megfelelő időjárás. Hazafelé menet egy ásónyúl keresztezi a tünérek útját, aki azt állítja, ő Faragonda tündérállata. Ám a varázsállat valójában Kalshara, aki így próbál bejutni az Alfeába. hogy közel férkőzhessen a Winx lányok tündérállataihoz. |    |                                                                                             |                      |                   |              |
| 178 | 22 | „A Gyémántkirályság” “The Kingdom of Diamonds / Il regno dei diamanti”                      | 2015. október 1.     | 2016. április 21. | 722          |
| A Winx Faragonda elé viszi az ásónyulat, az igazgatónő pedig felfedi a lányok előtt, hogy a Végtelen Hatalom az Alfeában található ott, ahol a legmagasabb a tündérmágia koncentrációja. Bloom észreveszi Faragonda asztalán az ásónyulat ábrázoló szobrot és rájön, hogy az a varázsállat az univerzum első színének és a Végtelen Hatalomnak a birtokosa. A lányok behatolnak a kristályszobor miniatűr világába, ahol a királyi pártól megtudják, hogy a Végtelen Hatalom a királyi udvar gyümölcsöskertjében található. A kert gyümölcsfái azonban alig teremnek, így Florára marad a feladat, hogy erejével keltse életre a gyémántokat termő növényeket. A Végtelen Hatalmat termő fa azonban olyan növésnek indul, hogy beszakítja a gyümölcsöskert kristályplafonját, ami ráomlik Florára. Közben a Végtelen Hatalom kiszabadul a kristályszoborból, Kalshara pedig visszaváltozik és megszerzi a gyémántot. Mikor visszatér Brafiliushoz, a varázsló elnyeli a gyémántot és megidézi a mágikus dimenzió leghatalmasabb varázsállatait, ám gazdáik is velük érkeznek: a Trix. |    |                                                                                             |                      |                   |              |
| 179 | 23 | „Alfea titka” “The Secret of Alfea / Il cuore di Alfea”                                     | 2015. október 2.     | 2016. április 22. | 723          |
| A kristályvilágban Amarok siet Flora segítségére, majd erejüket kombinálva megállítják a plafon omlását. Ezalatt a Trix kiskutyává változtatja a Végtelen Hatalmat birtokló Brafiliust, Kalshara pedig elmenekül. A boszorkányok varázsállataikkal megtámadják az Alfeát, a tündérek és a Specialisták pedig felveszik velük a küzdelmet. A Trix azonban túl erősnek bizonyul a Végtelen Hatalommal a birtokukban, az iskola szíve pedig meggyengül. A Winx lányok behatolnak az Alfea szívének miniatűr világába, ám a boszorkányok követik őket. Darcy átkot szór az iskola szívére, de Stella és Ragyogás megállítják őt és elűzik a Trixet. A miniatűr világ tündérállatai elárulják, hogy az Alfea csak az aranypillangó segítségével kaphatja vissza a fényét, amelyik varázsállat azonban már kihalt. |    |                                                                                             |                      |                   |              |
| 180 | 24 | „Az arany pillangó” “The Golden Butterfly / La farfall dorata”                              | 2015. október 2.     | 2016. április 25. | 724          |
| A Winx lányok ismét a múltbeli Alfeába utaznak és Mavilla igazgatónő segítségét kérik az aranypillangó megtalálásában. Mavilla Faragondát osztja be, hogy elvezesse a lányokat a tündérállathoz. Faragonda egy aranyszínű virágokkal teli mezőre kíséri a lányokat, ahol a Winx a virágok miniatűr világába behatolva rátalának a még bábjában szunnyadó aranypillangóra. A Trix azonban Brafilius emlék ékkövének segítségével követi a tündéreket. Icy csapást mér Bloomra, aki Elas hátáról a jégdárdák felé zuhan. |    |                                                                                             |                      |                   |              |
| 181 | 25 | „A mágia új harmóniája” “New Magic Harmony / Un patto innateso”                             | 2015. október 3.     | 2016. április 26. | 725          |
| Elas megmenti Bloomot a zuhanástól, szarva pedig arany színűvé válik. Eközben az aranypillangó kikel a bábjából, erejével pedig elűzi a Trixet. A boszorkányok folytatni akarják az Alfea ostromát, ám a feléledő védőmező távol tartja őket. Icy, Darcy és Stormy így a föld alatti világba mennek, hogy ráleljenek a vadvilág mágiájának valódi forrására. Az arany pillangó erejének hála a tündérállatok visszatérnek az Alfeába. Az ünneplés közepette azonban felbukkan Kalshara és szövetséget ajánlj a Winx lányoknak, hogy megmentse Brafiliust a Trixtől. |    |                                                                                             |                      |                   |              |
| 182 | 26 | „A tündérállatok ereje” “The Power of the Fairy Animals / Il potere degli animali fatati”   | 2015. október 3.     | 2016. április 27. | 726          |
| A Winx lányok elfogadják a Kalshara által ajánlott segítséget, majd az alakváltó vezetésével a Trix után indulnak a földalatti világba. Ott azonban azzal szembesülnek, hogy a vadvilág mágiájának hatására a boszorkányok összeolvadtak tündérállataikkal és alakváltó képességekre is szert tettek. A Trix túl erősnek bizonyul a tündérek számára, így a varázsállatok egyesülnek és létrehozzák a Végtelenség Hattyúját. A hattyú csapdába zárja a boszorkányokat, a Winx lányok pedig az emlék ékkövek segítségével az idősíkon kívülre küldik őket. A hattyú elnyeli a Végtelen Hatalmat, mire Kalshara tombolni kezd, dühében pedig belezuhan a vadvilág mágiájának szakadékába és örökre eltűnik. Brafilius viszont összebarátkozik a földalatti varázsállatokkal és közöttük marad. A lányok immár tündérállataik nélkül visszatérnek az Alfeába, ahol megünneplik a győzelmüket. |    |                                                                                             |                      |                   |              |

## Nyolcadik évad
| # | #  | Angol cím / olasz cím                                           | Eredeti vetítés      | Gyártási kód |
| --- | -- | --------------------------------------------------------------- | -------------------- | ------------ |
| 183 | 1  | „The night of the stars / La Notte delle Stelle”                | 2019. április 15.    | 801          |
| A Winx lányok egy este a hullócsillagokban gyönyörködnek, mikor egy üstökös az Alfeához közel csapódik be. A barátok utána járnak és Stella felfedezi, hogy amit hullócsillagnak véltek, az valójában egy Lumen Lumeniáról, a Solariát megvilágító csillagról. Twinkly, a Lumen elvesztette memóriáját, a lányok pedig koncertet szerveznek, hogy visszahozzák emlékeit. A koncert alatt azonban csillagfalók támadnak Twinklyre, akinek a rémülettől visszatér az emlékezete. A Lument Dorana királynő küldte, hogy megüzenje a tündéreknek: a mágikus univerzum csillagait veszély fenyegeti. |    |                                                                 |                      |              |
| 184 | 2  | „A Kingdom of Lumens / Il regno delle Lumen”                    | 2019. április 16.    | 802          |
| Twinkly Lumeniába vezeti a lányokat, ahol Doranától megtudják, hogy a csillag fényfolyója, így a királynő ereje is kiapadóban van. A tündérek rájönnek, hogy egy fekete mágiából készült energiagömb blokkolja a folyó medrét. Elpusztítják a gömböt, majd a föld alatt megküzdenek két lávagólemmel és egy gólemrobottal. A szörnyek legyőzésekor Valtor jele villan fel, tehát a varázsló életben van és ismét akcióba lendült. Dorana megköszöni a lányoknak, hogy megmentették Lumeniát és az univerzum többi csillagának megvédése érdekében nekik ajándékozza a Cosmix erejét. |    |                                                                 |                      |              |
| 185 | 3  | „Attack on the Core / Attaco al nucleo”                         | 2019. április 17.    | 803          |
| A Valtort szolgáló Obscurum Lumenia magjára szabadítja a csillagfalókat, akik a mag összes fényét elnyelik, így sötétség borul a csillagra. A Winx lányok elűzik a sötét lényeket és új Cosmix erejüket egyesítve visszaadják a mag fényét. Míg a tündérek Lumenia megmentését ünneplik, Valtor a Peripla csillaghajó leigázását tervezi. |    |                                                                 |                      |              |
| 186 | 4  | „Popstars! / Popstar!”                                          | 2019. április 18.    | 804          |
| Bloom és Sky romantikus vacsorára készülnek a csillagos ég alatt, ám a fiúnak titkos küldetésre kell mennie a Specialistákkal. Egykori bajtársaihoz Riven is csatlakozik. Ezalatt Twinkly értesíti a lányokat, hogy a Peripla csillaghajó veszélyben van. A Winx tündérek popsztároknak álcázzák magukat, hogy a periplai Lumenek ne essenek kétségbe a valódi küldetés hallatán. A koncertjük alatt azonban Obscurum és a csillagfalók megtámadják a Peripla rubinmagját és összes fényétől megfosztják. A lányok azonban a Cosmix erejével visszaállítják a mag fényét. A Specialisták is a közelben teljesítik a küldetésüket, ám Valtor megidéz egy fekete lyukat, ami beszippantja a fiúk űrhajóját. |    |                                                                 |                      |              |
| 187 | 5  | „Orion's Secret / Il segreto di Orion”                          | 2019. április 19.    | 805          |
| A Specialisták hajóját majdnem beszívja a Valtor által megidézett fekete lyuk, de Timmy épp időben kényszerleszállást hajt végre a Peripla fedélzetére. Azonban a csillaghajót is fenyegeti a fekete lyuk. A Winx lányok a Cosmix erejével felerősítik a Lumeneket, akik így kivezetik a Periplát a fekete lyukból. A lányok koncerttel ünneplik meg a csillaghajó megmentését, közben pedig Riven a Specialisták által üldözött rubintolvaj keresésére indul a fedélzeten. A tolvajnak, Orionnak azonban sikerül ellopnia a Peripla rubinmagját, ám mielőtt a lányok a nyomába indulnának, Valtor meteorszörnyei állják az útjukat. A Specialisták közben elfogják Oriont, akiről kiderül, hogy egy tudós, aki a rubin segítségével akarja Prometia bolygó Irida nevű csillagának visszaadni a fényét. Az Irida fénye nélkül a bolygó életvilága haldoklik, így a Winx lányok felajánlják a segítségüket. |    |                                                                 |                      |              |
| 188 | 6  | „Doom of the Lighthouse Star / La stella faro”                  | 2019. április 21.    | 806          |
| Orion az Iridára vezeti a Winx lányokat, ahol Twinkly találkozik legkedvesebb barátjával Lumillával. A tündérek azzal szembesülnek, hogy a csillag magja teljesen megsemmisült, így a Cosmix erejével sem tudják visszaadni a fényét. Orion megharagszik rájuk, az alkalmat kihasználva pedig Valtor alkut ajánl neki: szabaduljon meg a Winxtől, ő pedig cserébe megmenti Prometiát. A feltaláló hamis feladattal látja el a lányokat: egy elektronikus készüléket kell elhelyezniük Prometián, hogy mesterséges fénnyel megvilágítsa a bolygót. Ám amikor a lányok a kijelölt ponton elhelyezik a készüléket, egy többkarú gépezet támad rájuk. |    |                                                                 |                      |              |
| 189 | 7  | „Trapped on Prometia / Trappola su Prometia”                    | 2019. április 22.    | 807          |
| A gépezet fogságba ejti a lányokat, Stellát és Florát kivéve, akik erejüket egyesítve életre keltik Prometia növényzetét és ezzel elpusztítják a robotot. A Cosmix Supernova erejével átmeneti fényforrást hoznak létre Prometia számára, amíg helyre nem hozzák Iridia magját. Eközben a csillagon megjelenik Obscurum és csillagfalókká változtatja a Lumeneket, köztük Lumillát is. A Winx időben érkezik vissza Iridiára, hogy megmentse Oriont és Twinklyt attól, hogy az Obscurum által nyitott sötét portál beszívja őket, de a Lumeneket már nem tudják felsazabadítani az átok alól. Orion bocsánatot kér a lányoktól, a tündérek pedig adnak neki még egy esélyt. |    |                                                                 |                      |              |
| 190 | 8  | „Into the Dephts on Andros / Negli abissi di Andros”            | 2019. április 23.    | 808          |
| A Winx lányok és Nex az Androsra mennek, hogy részt vegyenek a királyság megalapításának ünnepségén, amelyen Aisha is beszédet mond. A ünnepély alatt azonban Obscurum és a csillagfalók megtámadják Andros tenger alatti csillagát, a Gorgolt. Nex kíséretében a tündérek Sirenix erejüket használva a Gorgol magjához indulnak, ám útjukat állja egy Valtor által küldött mélytengeri fenevad. A lányok legyőzik a szörnyet, de mikor a csillaghoz érnek, Obscurum már majdnem teljesen lecsapolta annak fényét. Míg a tündérek a csillagfalókkal vannak elfoglalva, Obscurum csapást mér a barlang tetejére, ami így Nexre omlik. |    |                                                                 |                      |              |
| 191 | 9  | „The Light of Gorgol / La Luce Di Gorgol”                       | 2019. április 24.    | 809          |
| Aisha megmenti Nexet a barlangomlástól, de Obscurum és a Gorgol magjának fényét teljesen leszívó csillagfalók kereket oldanak. A lányok csapdába esnek a csillag magját védő barlangban: a mérgező anemónák a tündérek támadásai hatására sorra elaltatja a Winx lányokat. Aisha kétségbe esik és pánikszerűen támadni kezdi a virágállatokat, ám Nex megnyugtatja. Ekkor észreveszik, hogy a Gorgol Lumenjeinek énekére az anemónák megszelidülnek. Aisha a Lumenek segítségét kéri, akik dalukkal kiszabadítják a Winx lányokat a vízi növények fogságából. Hogy helyreállítsák a Gorgol magjának fényét, a tündéreknek a Cosmix erejét kell használniuk, így Aisha egy morfix buborékot idéz a mag köré, amiben már biztonságban átalakulhatnak a lányok. Visszaadják a mag fényét, majd folytatódik az ünnepség a királyi palotában, ahol Aisha már képes bátran felmondani a beszédét. |    |                                                                 |                      |              |
| 192 | 10 | „Hydra Awakens / Il Potere Dell'Idra”                           | 2019. április 25.    | 810          |
| Közeleg az Alfea alapításának évfordulója, amire a Winx lányok koncerttel készülnek. Valtor eközben megtámadja a Hydra konstelláció egyik csillagát, a Hypsost. A lányok a csillag megmentésére sietnek, ám a varázsló valódi hidrává változtatja a csillagképet. A Specialisták a tündérek segítségére sietnek, de támadásaik haszontalannak bizonyulnak. Ezalatt Twinkly megpillantja a csillagfalóvá változtatott Lumillát, aki barátja ölelésének hála visszanyeri eredeti alakját. A Winx lányok az Obscurum által idézett átjárót kihasználva csapdába ejtik a hidrát, ami így visszaváltozik a békés csillagképpé. A tündérek visszatérnek az Alfeába koncertet adni, ám az előadás közben Riven Musa fényképeit kivetíti az égboltra, hogy ezzel visszaszerezze kedvese bizalmát. A lány megalázónak tartja a meglepetést és megharagszik Rivenre. |    |                                                                 |                      |              |
| 193 | 11 | „Treasures of Syderia / Il Tesoro Magico Di Sydera”             | 2019. április 26.    | 811          |
| Valtor ezúttal Syderia leigázását tervezi és a csillagra küldi Obscurumot, aki az ottani Lumenekkel elhiteti, hogy a Winx tündérek el akarják lopni a csillag kincseit. Mikor a lányok Syderiára érkeznek, a Lumenek megtámadják őket. Kiko és Knut sietnek a segítségükre, ám a tündéreknek így is menekülniük kell. Egy barlangban lyukadnak ki, ahol egy hatalmas fénykristályt találnak, amit Cosmix erejükkel megvilágítva a csillag új magjává tesznek meg. A Lumenek rájönnek, hogy a Winx lányok mellettük állnak, és hálából nekik ajándékoznak egy darabot a kristályból, amit Orionnak adnak, hogy abból mesterséges csillagmagokat hozhasson létre. |    |                                                                 |                      |              |
| 194 | 12 | „Surprise Party on Earth / Festa a sorpresa”                    | 2019. április 28.    | 812          |
| Közeleg az ezer évente egyszer feltűnő Kívánság Csillagának eljövetele, ám Valtornak szüksége van a Cosmix erejére, hogy a csillag teljesítse a kívánságát. Ezalatt Bloom Gardeniába utazik, hogy meglepetésbulit szervezzen anyjának, ám Valtor sötét szörnyeket küld a városra, ráadásul a Napot is megtámadja. Bloom Gardeniába hívja a Specialistákat, hogy intézzék el a szörnyeket, majd követi a Winx lányokat a Napra. A Föld csillagán a tündéreknek meg kell küzdeniük a hatalmas trollá egyesülő csillagfalókkal, de Bloomot csapdába ejti Valtor és választás elé állítja: vagy Gardeniát menti meg és a családját, vagy a Napot és barátait. Ha azonban a varázslónak adja a Cosmix erejét szüleit és társait is megmentheti. |    |                                                                 |                      |              |
| 195 | 13 | „Valtor's Shadow / L'ombra di Valtor”                           | 2019. április 29.    | 813          |
| Obscurum megtámadja Lumeniát, hogy megszerezze a csillag trónját. Felfedi Doranának, hogy ő az elveszettnek hitt öccse, Argen. Ő volt az, aki feltámasztotta Valtort, hogy kitörjön nővére árnyékából és elfoglalja Lumenia trónját. Ezalatt Bloom úgy dönt, átadja erejét Valtornak, ám a Cosmix elutastíja a varázslót és visszaszáll a tündérre. Bloom ekkor találkozik Twinklyvel, aki az Orion által küldött mesterséges csillagmagot viszi a Winxnek, hogy visszaállítsák a Nap fényét. Bloom Gardeniába küldi Twinklyt, ahol a Specialisták a magot felhasználva megsemmisítik az egyik óriás szörnyet. Eközben a lányok legyőzik a trollokat, majd Orion is megérkezik egy újabb mesterséges maggal, így visszaállítják a Nap fényét. A Földön a második szörnyeteg éppen elérné Gardeniát, de nyomban elporlad, ahogy ismét felragyog a Nap. Ezalatt Lumeniában Dorana felajánlja Obscurumnak, hogy uralkodjanak együtt tovább, majd megöleli testvérét, aki a szeretet hatására visszanyeri eredeti alakját. A királynőjük példáját látva a Lumenek megölelik az összes csillagfalót, amik így mind visszaváltoznak Lumenekké. Látva, hogy önmaga nem képes közel kerülni a csillagok erejéhez, Valtor megidézi a Trixet, hogy fogják el neki a Kívánság Csillagát. |    |                                                                 |                      |              |
| 196 | 14 | „The Wishing Star / La stella dei desideri”                     | 2019. július 29.     | 814          |
| Valtor a Kívánság Csillagának elfogására küldi a Trixet, ám a csillag hét kiscsillagra és egy csillag alakú dobozra oszlik, darabjai pedig szétszóródnak a mágikus univerzumban. A doboz Dorana tróntermében köt ki, így hivatja a Winx lányokat, akiknek meg kell találniuk mind a hét kiscsillagot, hogy megmentsék a Kívánság Csillagát. Ezalatt Eraklyon királya ismét hazaszólítja Skyt, Diaspro pedig az alkalmat kihasználva azt hazudja a fiúnak, hogy az apja Eraklyon elveszett medáljának megtalálására küldi a kettejüket. A Winx lányoknak először az iránytűként szolgáló kiscsillagot kell megtalálniuk, ami a doboz belsejében rejtőzik. Az Enchantix átalakulással miniatűrré változnak és behatolnak a dobozba, ahol egy zenegépben rábukkannak az első kiscsillagra. Ekkor azonban felbukkan a Trix. |    |                                                                 |                      |              |
| 197 | 15 | „Mission for the Prime Stars / Una nuova missione”              | 2019. július 30.     | 815          |
| A zenegép arra figyelmeztet, hogy a kiscsillagot a hallgatás képességével lehet megszerezni, ám a tündérek és a boszorkányok azonnal a csillagra vetik magukat. Az azonban elgurul előlük és megkezdődik az iránytű utáni hajsza. Minden alkalommal, mikor valaki elkapná a kiscsillagot, az megszökik előlük és különböző szobákba vezeti őket. Egy idő után visszatérnek a kiindulási pontra, ám míg a Trix ismét az iránytű után veti magát, a Winx tündérek megállnak és meghallgatják a zenedoboz dallamát. Musa felfedezi, hogy a melódia hibás, és ahogy helyrehozza a zenegépet, a lányok elnyerik az iránytűt. Az Alfeába visszatérve Bloom a Vörösforrásba látogat, hogy meglepje Skyt, ám a Specialistáktól megtudja, hogy a fiú titkos küldetésre indult. |    |                                                                 |                      |              |
| 198 | 16 | „The Sparks Festival / La festa dello Sparx”                    | 2019. július 31.     | 816          |
| Az Alfeában a tündérek és a boszorkányok a Sparx ünnepre készülnek, hogy megemlékezzenek a mágikus univerzumot létrehozó szikráról, amely a tündéreknek ajándékozta a fény, a boszorkányoknak pedig a sötétség erejét. Mialatt a Winx lányok újabb koncertre készülnek, felbukkan az iránytű és az iskola kútjához vezeti őket. A tündéreknek csapatmunkát igénylő fejtörőket kell megoldaniuk, hogy megszerezzék az első kiscsillagot. A Trix is a nyomukba ered, ám a boszorkányoknak gondot okoz az együttműködés, így a Winx szerzi meg a kiscsillagot. |    |                                                                 |                      |              |
| 199 | 17 | „Dress Fit for a Queen / Il vestito della regina”               | 2019. augusztus 1.   | 817          |
| Az iránytű felfedi a Winx számára, hogy a második kiscsillag Solarián található, de csak az szerezheti meg, aki egy királynő bátorságát viseli. Stella biztos benne, hogy az iránytű egy királynőhöz méltó ruhára utalt, így Solarián el is készíti álmai ruháját, illetve ünnepséget szervez szülei tiszteletére. Mielőtt megkezdődne a parti, a kiscsillag felfedi magát a Winx lányoknak, de a Trix is felbukkan és a csillag után veti magát. A csillag egy különleges falat emel maga köré, amin csak Stella és Stormy, a két legmagabiztosabb lány képes áthatolni. Mindkettőjüknek szembe kell szállniuk félelmükkel: míg Stormy bátran kiáll Valtor ellen és megmenti nővéreit, addig Stella összeomlik annak hallatán, hogy édesanyja örökre elhagyja a királyi palotát, így a második kiscsillagot a boszorkány szerzi meg. Stella megérti, hogy az iránytű nem egy ruhára, hanem a királynők önbizalmára utalt, de barátai és az általa szervezett ünnepség nagy sikere újra felvidítja a lányt. |    |                                                                 |                      |              |
| 200 | 18 | „Valley of the Flying Unicorns / La valle degli unicorni alati” | 2019. augusztus 2.   | 818          |
| Bloom aggódik Sky miatt, amiért a fiú nem válaszol a hívásaira. Ekkor azonban megjelenik a lányok számára az iránytű és elárulja, hogy a harmadik kiscsillag a szárnyas egyszarvúk hazájában, Monoceroson található. A csillagot egy olyan varázsburok védi, amin csak az unikornisok képesek áthatolni, de az egyszarvúk nagyon bizalmatlan állatok. A Winx lányoknak sikerül megbarátkozniuk az egyszarvúakkal, akik elrepítik a lányokat a felhőkön túli toronyig, ahol a kiscsillag található. Sky és Diaspro is Monoceroson tartózkodnák, ám a fiú rájön, hogy Diaspro hazudott neki a küldetésről, ekkor azonban megtámadja őket egy fekete egyszarvú. |    |                                                                 |                      |              |
| 201 | 19 | „Tower Beyond the Clouds / La torre oltre le nuvole”            | 2019. augusztus 3.   | 819          |
| A torony felé repülve a lányok segélykiáltásokra figyelnek fel és rátalálnak Diaspróra és a fekete unikornis által üldözött Skyra. A többi egyszarvúnak seikerül megnyugtatnia a tomboló unikornist, a monocerosi Lumenek pedig elmagyarázzák a tündéreknek, hogy a fekete állat már nem bízik az emberekben, mióta legutóbbi társa letörte a szarvát. Mindenki meglepetésére az unikornis megkedveli Diasprót, aki az egyszarvú hátán hazarepül Eraklyonba. A Winx és Sky folytatják útjukat, ám Bloom haragszik a fiúra, amiért nem mondta el neki, hogy Diaspróval ment küldetésre. A barátok elérik a felhőkön túli tornyot, ott azonban a Trix rájuktámad. Bloomnak választania kell: megmenti a jégbörtönbe zárt Skyt vagy elkapja a kiscsillagot Icy előtt. A fiú a tündér bizalmát kéri, aki így megszerzi a csillagot. |    |                                                                 |                      |              |
| 202 | 20 | „The Green Heart of Linphea / Il cuore verde di Linphea”        | 2019. szeptember 11. | 820          |
| A negyedik kiscsillag Lynphea zöld szívében található, megszerzéséhez pedig ravasznak kell lenni. Flora húga, Miele is a Winx lányokkal szeretne tartani, de nővére megtiltja neki, mert túl veszélyesnek ítéli a küldetést. Miele követi a lányokat, ám nem csak ő: a Trix is a tündérek nyomában van. A zöld szívet elérve Icy és Stormy rátámad a Winxre, míg Darcy kiüti Mielét és felveszi az alakját. Flora a húga keresésére indul, de a Mielenek álcázott Darcyt találja meg, akit magával visz a zöld szívhez. Míg a tündérek és a boszorkányok küzdenek, Flora próbálja megszerezni a kiscsillagot, ám Darcy felugrik a lány karjaiból és elveszi előle a csillagot. |    |                                                                 |                      |              |
| 203 | 21 | „Dance Contest on Melody / La gara di ballo su Melody”          | 2019. szeptember 12. | 821          |
| Az iránytű Melodyra vezeti a lányokat, ahol kiderül, hogy az ötödik kiscsillag a Galatea hercegnő által szervezett táncverseny fődíját díszíti. Míg a Winx és Icy és Stormy táncpárbajban mérik össze képességeiket, Musa meglátogatja az apját, Darcy pedig követi, hátha a tündér tud valamit a kiscsillagról. A lányok bajban vannak, ugyanis Stormy és Icy kiváló táncosoknak bizonyulnak, Musa pedig váratlan látogatót kap a Darcy által irányított Riven személyében. |    |                                                                 |                      |              |
| 204 | 22 | „The Secret of Harmony / Il segreto dell'armonia”               | 2019. szeptember 13. | 822          |
| Darcy Musa megtámadására utasítja Rivent, de a fiú képes ellenállni a boszorkány irányításának, olyan erős a tündér iránt érzett szeretete. Musa és Riven ezután közösen megszólaltatják az egykor a lány szülei által sokat használt, tökéletes harmóniát igénylő hangszert. Ezalatt a táncversenyen Aisha és Stormy fej-fej mellett küzdenek, ám a boszorkány kizökkenti a tündért azzal, hogy elárulja, Darcy bármikor Musára támadhat. Stormy így megnyeri a versenyt, ám a kiscsillag eltűnik a koronáról és Musa és Riven előtt jelenik meg. A Trix a szerelmesekre támad, a Winx lányok azonban megmentik barátaikat. |    |                                                                 |                      |              |
| 205 | 23 | „Between the Earth and the Sea / Fra terra e mare”              | 2019. szeptember 14. | 823          |
| Palladium vizsgáján Tecnának és Aishának össze kell dolgozniuk, hogy átmenjenek a bájitaltan vizsgán, ám míg Tecna lassan és megfontoltan kiméri az összetevőket, addig Aisha kapkodik, hogy időben teljesítse a feladatot. Megbuknak a vizsgán és csúnyán összevesznek, ekkor azonban megjelenik az iránytű, ami felfedi a Winx lányoknak, hogy a hatodik kiscsillag Coralia szigetén rejtőzik, ahol sötétség és fény találkozik. Aisha biztos benne, hogy a csillag a tengerparton található, míg Tecna meggyőződése, hogy a vulkán belsejében lelhetnek rá, ezért ismét alaposan összekapnak. A lányok végül szétvállnak: Aisha, Musa és Flora a tengerpartra megy, Tecna, Bloom és Stella pedig a vulkánnál folytatja a keresést. A vulkánban azonban lávagólemekkel kerülnek szembe, akik a krátert őrzik. Eközben Valtor úgy dönt, ezúttal személyesen megy el a következő kiscsillagért és Coraliára érve aktiválja a szunnyadó vulkánt. Tecna a tengerparton kutató három tündér segítségét kéri, hogy megakadályozzák a vulkán kitörését, ám ekkor Aishával együtt megpillantanak egy hatalmas kagylót a tengerparton, a vulkán árnyékának peremén. Rájönnek, hogy abban található a hatodik kiscsillag, de Valtor megszerzi előlük, a lányok pedig szabadon engedik a varázslót, hogy megmentsék a szigetet. A tündérek a Cosmix erejével lehűtik a krátert, Aisha és Tecna pedig a küldetés kudarca ellenére kibékülnek. |    |                                                                 |                      |              |
| 206 | 24 | „Dyamond on Ice / Tra i ghiacci di Dyamond”                     | 2019. szeptember 15. | 824          |
| Az iránytű Dyamond fagyos világába vezeti a lányokat, hogy megtalálják a hetedik kiscsillagot. A küldetés rendkívül fontos, ugyanis a Winx és Valtor birtokában is 3-3 csillag található, és amelyikük megszerzi az utolsót, azé lesz az összes többi csillag. Az iránytű fejtörője szerint a hetedik kiscsillaghoz a testvéri szereteten keresztül vezet az út. A Trix követi a tündéreket Dyamondra, Icy azonban furcsán viselkedik. A boszorkányok egy fehér rókakölyköt vesznek észre, amit a jégboszorkány mindenáron meg akar védeni. Sky is követi a Winxet a jégvilágba, hogy együtt lehessen Bloommal, ám ő is szembetalálkozik a kisrókával, Icy pedig haragjában lavinát zúdít a fiúra, aki egy jeges tóba zuhan. A tündérek a Sirenix erejével utána ugranak. |    |                                                                 |                      |              |
| 207 | 25 | „The White Fox / La volpe bianca”                               | 2019. szeptember 16. | 825          |
| A Winx megmenti Skyt a fagyos tóból, míg Icy elvonul a rókakölyökkel. Kiderül, hogy Icy egykor Dyamond hercegnője volt, ám egy nap megjelent egy sámáboszorkány és az egész bolygót jégbe fagyasztotta, majd Icy húgát, Sapphire-t kisrókává változtatta. Icy ekkor megfogadta, hogy ő lesz a mágikus dimenzió legerősebb boszorkánya és megtöri a sámánboszorkány átkát. Sapphire elvezeti a Trixet a barlangba, ahol a hetedik kiscsillag található, ám az odavezető szűk alagúton csak a rókakölyök képes átjutni. Stormy megpróbálja kitágítani a mélyedést, de a barlang teteje omlani kezd. A boszorkányok megfogják Sapphire-t és kimenekülnek, a kiscsillag azonban Icy kezében terem, hiszen kiérdemelte azzal, hogy húgát mentette a csillag megszerzése helyett. A csillag erejével a Trix feloldja Valtor rajtuk ülő varázslatát, ám a Sapphire-ön ülő átkot nem képesek feloldani. Az Alfeába visszatérve a Winx lányok felfedezik, hogy az eddig megszerzett csillagok még mindig a birtokukban vannak, és rájönnek, hogy az utolsó kiscsillag kizárólag Icy tulajdonát képezi, így a tündérek és Valtor játszmája még nem dőlt el. |    |                                                                 |                      |              |
| 208 | 26 | „Written in the Stars / Scritto nelle stelle”                   | 2019. szeptember 17. | 826          |
| A Trix elhatározza, hogy szembeszállnak Valtorral és megszerzik a csillagokat. Mikor a varázsló színe elé érnek, a Winx támadást indít Valtor kastélya ellen, a boszorkányok pedig kimennek megállítani a tündéreket. Eközben Aisha, Flora és Stella a Trix alakját felvéve megpróbálják ellopni a varázsló birtokában lévő csillagokat, ám Icy, Darcy, Stormy és a többi tündér is a kastélyba toppan. Valtor szörnyű démonná változik és a Winx lányokra támad, ám Bloom elárulja a boszorkányoknak, hogy a varázsló a mágikus univerzum megsemmisítésére készül. Icy úgy dönt, a Winxnek adja az utolsó kiscsillagot, hiszen így megmarad az esélye annak, hogy egy nap megtöri a Dyamondon ülő átkot. A tündérek így megszerzik az összes csillagot, amik a Kívánság Csillagává egyesülnek. A lányok azt kérik, hogy továbbra is képesek legyenek megvédeni a mágikus univerzumot, ezért a csillag hatalmas erővel ruházza fel a tündéreket, amivel végleg legyőzik Valtort. Az Alfeába visszatérve a Winx koncerttel ünnepli a mágikus univerzum megmentését, tiszteletükre pedig új csillagkép jelenik meg az égbolton: a Winx konstelláció. |    |                                                                 |                      |              |